# Malaysia-Airlines-Flug 17
Der Malaysia-Airlines-Flug 17 (Flugnummer MH17) war ein internationaler Linienflug der Malaysia Airlines von Amsterdam nach Kuala Lumpur.
Am 17. Juli 2014, in den Anfangstagen des russisch-ukrainischen Krieges, wurde das Flugzeug vom Typ Boeing 777-200ER von Russland mit einer russischen Luftabwehrrakete des Typs Buk M1 über dem Osten der Ukraine abgeschossen. Alle 298 Insassen kamen ums Leben. Der frühere russische Geheimdienstoberst Igor Girkin wurde von einem Gericht in den Niederlanden in Abwesenheit mit zwei weiteren Angeklagten im November 2022 zu einer lebenslangen Haftstrafe verurteilt. Im Mai 2025 erklärte der Luftfahrtrat der Vereinten Nationen und im Juli 2025 der Europäische Gerichtshof für Menschenrechte Russland als für den Abschuss von Flug MH17 verantwortlich. Russland leugnet jede Schuld an dem Vorfall.

## Überblick
Der Malaysia-Airlines-Flug 17 (Flugnummer MH17 sowie Codesharing mit KLM-Flug KL4103) war auf dem Weg von Amsterdam nach Kuala Lumpur. Die Boeing 777-200ER mit dem Kennzeichen 9M-MRD stürzte zwischen 16:20 Uhr und 16:25 Uhr ukrainischer Ortszeit nahe der Stadt Tores in der Ostukraine ab, wobei Trümmerteile über eine Fläche von 35 Quadratkilometern verstreut wurden.
Nach Erkenntnissen der technischen Untersuchung wurde das Flugzeug durch eine aus Russland stammende Flugabwehrrakete des Typs Buk M1 abgeschossen. Trümmer der mobilen Lenkwaffe wurden vom russischen Hersteller Almas-Antei am 2. Juni 2015 am Abschussort identifiziert.
Sowohl die Bergungsarbeiten als auch die Ermittlungen wurden durch die Kriegshandlungen im Osten der Ukraine erschwert, in deren Rahmen die Rakete abgefeuert worden war.
Laut der internationalen Strafermittlung stammte die Buk-Rakete von der in Kursk stationierten 53. Luftabwehrbrigade der russischen Streitkräfte.
Von dort aus wurde die Lenkwaffe in die Ukraine zu einem von prorussischen Rebellen kontrollierten Feld in der Nähe von Perwomajskyj transportiert, dort abgefeuert und der Raketenwerfer am selben Tag zurück nach Russland gebracht. Der Transport und Rücktransport des Raketenwerfers geschah in einem Fahrzeugkonvoi der russischen Streitkräfte. Das Untersuchungsteam identifizierte etwa 100 Menschen, die an dem Transport des Raketenträgers und dem Abschuss beteiligt waren.
Die Länder des Gemeinsamen Ermittlungsteams (englisch: Joint Investigation Team JIT) verständigten sich darauf, ein UNO-Tribunal anzustreben. Elf Länder im UNO-Sicherheitsrat stimmten am 29. Juli 2015 für ein UNO-Tribunal; Russland legte dagegen sein Veto ein. Nachdem Russland die Einrichtung eines Sondertribunals blockiert hatte, wurden vier mutmaßliche Täter in den Niederlanden vor Gericht gestellt; am 17. November 2022 wurden drei der vier Angeklagten für ihre Beteiligung am Abschuss zu lebenslangen Haftstrafen verurteilt. Zwei weitere offene Verfahren sind vor dem Europäischen Gerichtshof für Menschenrechte (EGMR) und der Internationalen Zivilluftfahrtorganisation (ICAO) anhängig.
Alle 298 Insassen, darunter 80 Kinder und 15 Besatzungsmitglieder, kamen ums Leben. Der Vorfall gehört somit nach Anzahl der Opfer zu den zehn schwersten Katastrophen der Luftfahrt. Zudem handelt es sich sowohl um den opferreichsten Absturz in der Ukraine als auch des Flugzeugtyps Boeing 777. Für Malaysia Airlines war es – nach dem Verschwinden von Malaysia-Airlines-Flug 370 im März 2014 – der zweite Totalverlust innerhalb weniger Monate und verdrängte den Iran-Air-Flug 655 von 1988 als tödlichsten Flugabschussunfall.

## Flugzeug
Das Flugzeug vom Typ Boeing 777-200ER mit dem Luftfahrzeugkennzeichen 9M-MRD und der Seriennummer 28411 war die 84. produzierte Boeing 777. Nach seinem Jungfernflug am 17. Juli 1997 wurde es am 29. Juli 1997 an Malaysia Airlines geliefert. Die Maschine war somit bis zu ihrem Absturz 17 Jahre im Dienst. Sie war mit zwei Triebwerken vom Typ Rolls-Royce Trent 892 und 282 Sitzplätzen für Passagiere ausgestattet. Die letzte Generalüberholung (D-Check) hatte 2013 stattgefunden; am 16. November ging das Flugzeug wieder in Betrieb. Die letzte Inspektion erfolgte laut Malaysia Airlines am 11. Juli 2014 auf dem Flughafen Kuala Lumpur, während die niederländische Flugunfalluntersuchungsbehörde OVV den 16. April als Zeitpunkt der letzten kleinen Inspektion (A-Check) nannte. Die nächste Wartung war für den 27. August 2014 geplant. Nach Angaben des Betreibers befand sich das Flugzeug in einwandfreiem Zustand; der Hinflug nach Amsterdam verlief ohne technische Probleme. Insgesamt hatte die Maschine 75.322 Flugstunden bei 11.434 Flügen absolviert. Die Untersuchung fand auch keine Irregularitäten in den Abläufen während der Standzeit des Flugzeuges in Amsterdam.

## Passagiere und Besatzung
| Staatsangehörigkeit                | Anzahl |
| ---------------------------------- | ------ |
| Niederlande                        | 192    |
| Malaysia                           | 43     |
| Australien                         | 27     |
| Indonesien                         | 12     |
| Vereinigtes Königreich             | 9      |
| Belgien                            | 4      |
| Deutschland                        | 4      |
| Philippinen                        | 3      |
| Kanada                             | 1      |
| Neuseeland                         | 1      |
| Vereinigtes Königreich + Südafrika | 1      |
| Niederlande + Vereinigte Staaten   | 1      |

An Bord waren 298 Menschen: 283 Passagiere und 15 malaysische Besatzungsmitglieder. Die vier Piloten der Langstreckenbesatzung waren der 50-jährige Wan Amran Bin Wan Hussin und der 45-jährige Eugene Choo Jin Leong (Kapitäne) sowie der 29-jährige Ahmad Hakimi Bin Hanapi und der 27-jährige Muhamad Firdaus Bin Abdul Rahim (Copiloten).
Sechs der Passagiere, darunter der AIDS-Forscher Joep Lange und seine Partnerin und Mitarbeiterin Jacqueline van Tongeren, waren auf dem Weg zur 20. Welt-AIDS-Konferenz in Melbourne. In dem Flugzeug befanden sich auch der sozialdemokratische niederländische Abgeordnete Willem Witteveen, seine Ehefrau und seine Tochter. Zudem befanden sich unter den Opfern der australische Schriftsteller Liam Davison sowie die malaysische Theater- und Filmschauspielerin Shuba Jaya, die zusammen mit ihrem Ehemann Paul Goes und ihrem Kind starb.

## Flugverlauf

Verlauf des Malaysia-Airlines-Fluges 17

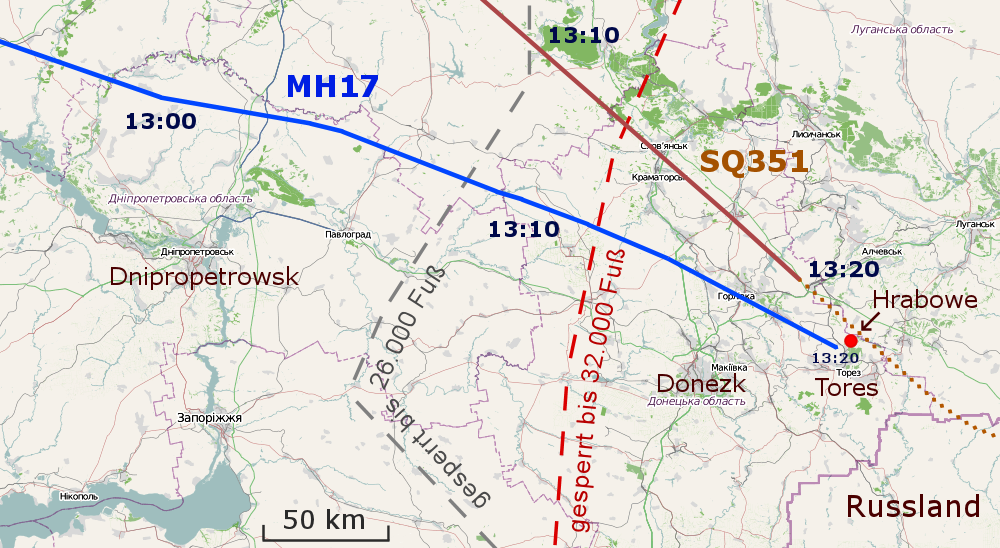
Flugverlauf von MH17 und SQ351 um 12:55–13:27 UTC mit Luftraum-Sperrzonen

Das Flugzeug war um 10:31 Uhr UTC (12:31 Uhr Ortszeit) auf der Bahn 36C des Flughafens Schiphol in Amsterdam gestartet und überquerte Deutschland und Polen, bevor es den ukrainischen Luftraum erreichte. Die Flugroute war durch Eurocontrol und die Internationale Zivilluftfahrtorganisation (ICAO) freigegeben worden. Die westliche Ukraine überflog MH17 in einer Höhe von 33.000 Fuß (ca. 10,06 km). Um 12:53 Uhr UTC fragten die Fluglotsen an, ob MH17 auf die im Flugplan vorgesehene Höhe von 35.000 Fuß steigen könne, auch um Platz für eine von Nordwesten auf 33.000 Fuß herannahende Maschine – Singapore-Airlines-Flug SQ351 – zu machen. Die Piloten lehnten dies jedoch ab, woraufhin SQ351 auf 35.000 Fuß stieg.
In der Umgebung der MH17-Flugroute gab es mehrere Gewitter. Gegen 13 Uhr genehmigte die Flugverkehrskontrolle eine wetterbedingte Abweichung von der vorgesehenen Route in nördliche Richtung, während sie einen angefragten Anstieg auf 34.000 Fuß ablehnte. Das Flugzeug drehte etwas nach links und erreichte den Luftraum um Donezk, der bis zu einer Höhe von 32.000 Fuß (ca. 9,75 km) gesperrt war. Um 13:20 Uhr befand es sich etwa 7 km nördlich der geplanten Route und nahe der Ortschaft Rossypne, als der Funkkontakt mit den Fluglotsen abbrach. Die Aufzeichnungen des Cockpit-Stimmenrekorders und des Flugdatenschreibers stoppten um 13:20:03 Uhr UTC bei einer Flughöhe von 33.000 Fuß und normaler Reisegeschwindigkeit. Die Maschine setzte keinen Notruf ab; die Daten- und Tonaufzeichnungen bis zum Ausfall der Systeme zeigten keine Unregelmäßigkeiten. Nur die Mikrofon-Aufzeichnung im Cockpit zeigt in den letzten 20 Millisekunden vor Ende der Aufzeichnung zwei Geräuschausschläge. Vom russischen Militär veröffentlichte Radar-Aufzeichnungen zeigen einen plötzlichen Geschwindigkeitsverlust der Maschine kurz nach 13:20 Uhr UTC; sie bewegte sich nun in einer Drehung in nordöstliche Richtung und verschwand 90 Sekunden später mit einer Geschwindigkeit über Grund von 200 km/h vom Radarschirm. Das Radargerät erfasste Objekte oberhalb von 5 km Flughöhe.
Die Haupt-Überreste, das waren der hintere und mittlere Flugzeugteil, legten nach dem Raketentreffer den größten Weg zurück und wurden beim Dorf Hrabowe ⊙ aufgefunden, der „Hauptabsturzstelle“ etwa 12 km nördlich von Tores (Oblast Donezk) und 8,5 km ostnordöstlich der letzten bekannten Flugposition. Die übrigen Trümmer stürzten steiler zu Boden und verteilten sich über ein näher am Detonationspunkt liegendes langgestrecktes Gebiet von Hrabowe bis zum 6 Kilometer westlich gelegenen Rossypne – dort lag der unmittelbar nach der Detonation abgerissene Cockpitbereich ⊙ – und weiter nach Nordwesten bis in die Nähe des 3000-Einwohner-Ortes Olchowatka.
Die Rakete wurde von einem Feld bei Perwomajskyj ⊙ gestartet.
Die russische Nachrichtenagentur TASS berichtete am Abend desselben Tages, dass Milizionäre der „Volksrepublik“ per Rakete eine militärische Transportmaschine abgeschossen hätten.

## Risiken der Flugroute
Für die Wahl der Flugroute ist die jeweilige Fluggesellschaft verantwortlich. Fluggesellschaften führen eigene Sicherheitsanalysen der von ihnen genutzten Lufträume durch und stützen sich dabei auf international verfügbare Informationen, insbesondere die Mitteilungen der internationalen Luftfahrtorganisationen ICAO, IATA und Eurocontrol, welche sich wiederum auf die Gefahreneinschätzungen der lokalen Mitgliedstaaten verlassen.
Die MH17-Route verlief über ein Krisengebiet; im Südosten der Ukraine herrscht ein bewaffneter Konflikt. Manche Fluggesellschaften entschieden sich daher bereits Monate vor dem Unfall, diese Region zu umfliegen. Solche Ausweichrouten sind für die Fluggesellschaften mit zusätzlichen Kosten verbunden, während dem dann nicht überflogenen Staat dadurch Überfluggebühren entgehen.
Am 1. Juli sperrte die Ukraine den unteren Luftraum im Osten des Landes: Zivilflugzeuge durften grundsätzlich nur noch oberhalb von 26.000 Fuß (ca. 7.900 m) verkehren.
Eurocontrol forderte mehrere Tage vor dem MH17-Absturz die ukrainische Regierung inoffiziell („spoken privately“) zur Sperrung des Luftraums über dem Donbass für Zivilflüge auf. Die Eurocontrol-Vertreter begründeten dies damit, dass die Frequenzen, auf denen die Kommunikation zwischen Flugzeugen und der Leitstelle am Boden stattfindet, mehrfach gestört wurden. Eurocontrol betonte, ohne Mandat nicht befugt zu sein, den Landesbehörden offizielle Empfehlungen zu erteilen.
Drei Tage vor dem Unfall wurde erstmals eine Militärmaschine vom Typ Antonow An-26 von Russland aus abgeschossen. Diese befand sich laut dem ukrainischen Verteidigungsminister Walerij Heletej in 6.500 Meter (ca. 21.300 Fuß) Höhe, welche mit den bekannten schultergestützten Waffen nicht erreicht werden konnte. Daraufhin wurde eine Teilsperrung des Luftraums in einem kleineren Gebiet bis zu einer Höhe von 32.000 Fuß (ca. 9.750 Meter) verfügt. Da der Transit internationaler Zivilflüge in aller Regel in größeren Höhen erfolgt – MH 17 flog auf 33.000 Fuß und damit etwa 300 m höher –, hatte die Teilsperrung keine Auswirkungen auf den Interkontinentalverkehr. Es gab keine darüber hinausgehenden offiziellen Warnungen vor einem Überfliegen des betroffenen Gebiets.
„Wenige Stunden vor dem Absturz“, so die Deutsche Welle, verfügte Russland eine Sperrung des Luftraums für seine Grenzregionen bis auf eine Höhe von 16 Kilometern. Diese Maßnahme gilt als ein indirektes Indiz der russischen Beteiligung.
Etwa 75 Prozent der normalerweise über die Ostukraine führenden Flüge fanden auch nach der Einrichtung der Luftraumteilsperren weiterhin statt. In den sieben Tagen bis zum Unfall führten rund 900 Linienflüge über die Region Donezk; am häufigsten vertreten waren Aeroflot, Singapore Airlines, Ukraine International Airlines, Lufthansa und Malaysia Airlines.
Zum Zeitpunkt des MH17-Kontaktverlusts befanden sich in der Nähe zwei weitere Verkehrsflugzeuge, die Singapore-Airlines-Maschine etwa 30 km nordwestlich und Air-India-Flug AI113 rund 60 km östlich. Eineinhalb Stunden nach dem Absturz der MH 17 fand eine offizielle Vollsperrung des Luftraums über dem Donbass durch die ukrainische Regierung statt.

## Erste politische Reaktionen
Der ukrainische Präsident Petro Poroschenko sprach noch am selben Abend von einem „terroristischen Akt“ prorussischer Freischärler. Einen Abschuss des Flugs MH17 durch die Streitkräfte der Ukraine schloss er aus. Anton Heraschtschenko, Berater des ukrainischen Innenministers Arsen Awakow, beschuldigte die Milizen, das Flugzeug mit einem von Russland bereitgestellten Buk-Flugzeugabwehrsystem abgeschossen zu haben. Auch der australische Premierminister Tony Abbott sprach von einem Abschuss durch „von Russland unterstützte Rebellen“.
Alexander Borodai, damaliger Ministerpräsident der Volksrepublik Donezk, warf der ukrainischen Luftwaffe vor, die Maschine als „Provokation“ abgeschossen zu haben. Die Aufständischen besäßen keine Abwehrwaffen, die Flugzeuge in einer Höhe von 10.000 Metern erreichen können.
Der russische Präsident Wladimir Putin machte in einer Stellungnahme am 18. Juli die ukrainische Regierung insofern für das Ereignis verantwortlich, als diese sich nicht ausreichend um den inneren Frieden im eigenen Land bemüht hätte, ohne ihr allerdings die Beteiligung an einem Abschuss zu unterstellen. Putin hatte somit auch nicht explizit bestritten, dass es sich um ein russisches System gehandelt hatte. US-Präsident Barack Obama hielt sich mit Schuldzuweisungen zurück, wies jedoch auf Indizien für einen Raketenstart aus von pro-russischen Milizen kontrolliertem Gebiet hin. Die Gewalt in diesem Gebiet beruhe zu einem großen Teil auf russischer Unterstützung. Mark Rutte, Ministerpräsident der Niederlande, forderte Putin in einem Telefongespräch zum Eingreifen auf. Er vermied eine Schuldzuweisung.
In einer von Großbritannien beantragten Sondersitzung am 18. Juli forderte der Weltsicherheitsrat – wie von Großbritannien vorgeschlagen – eine gründliche, unabhängige und internationale Untersuchung des Vorfalls. In einer weiteren Sitzung am 21. Juli verurteilte er mit der Resolution 2166 mit der Unterstützung Russlands den mutmaßlichen Abschuss des Flugzeugs und wiederholte die Forderung nach einer unabhängigen Untersuchung, bei der die ICAO – eine UN-Behörde – eine zentrale Rolle spielen solle und wonach „alle Staaten in der Konfliktregion bei der Durchführung einer internationalen Untersuchung helfen sollten“.
Am 20. Juli beschuldigte US-Außenminister John Kerry die Aufständischen in der Ostukraine, für den Abschuss verantwortlich zu sein. Die USA seien im Besitz von Bildmaterial, das zum Moment des Abschusses einen Raketenstart in der Gegend belege. Die Route der Rakete zeige, dass diese das Flugzeug getroffen habe.

## Bergungsarbeiten und Inspektion der Absturzstelle

### Anfängliche Unregelmäßigkeiten
Das Gebiet nördlich von Tores ist Teil der im April 2014 ausgerufenen Volksrepublik Donezk und wurde zum Absturzzeitpunkt von Freischärler-Milizen kontrolliert. In der Anfangszeit kam es zu Plünderungen, an denen Rebellenkämpfer beteiligt waren.
Während der damalige politische Anführer Alexander Borodai bekanntgab, man lasse den Absturzort unberührt, bargen Rebellen die Opfer des vorderen Rumpfabschnittes und brachten sie in ein Leichenhaus in Donezk. Die restlichen Leichen wurden erst nach drei Tagen in Säcke verpackt, am Straßenrand gesammelt und nach Tores transportiert. Ukrainische Regierungsvertreter behaupteten, dass auch Beweismaterial fortgeschafft worden sei. Auch die rasche Bergung der Opfer des Cockpit-Bereichs erschien verdächtig, da diese erwartungsgemäß die meisten Spuren aufweisen würden. Der Untersuchungsbericht bestätigte später den Verdacht und führte aus, dass Versuche unternommen worden waren, den Absturzgrund zu verschleiern.

### Internationaler Einsatz unter OSZE-Vermittlung
Die ersten internationalen Kräfte vor Ort waren Mitglieder der seit April 2014 in der Ukraine anwesenden OSZE-Beobachtermission. Nach Verhandlungen mit den Milizen erhielt das OSZE-Team ab dem 18. Juli Zutritt zu dem Gelände; am ersten Tag – anders als vereinbart – jedoch nur für 75 Minuten und nur zu einem winzigen Stück von 200 Quadratmetern, am zweiten Tag nur wenig mehr obschon sie den Auftrag hatten, das Gebiet bis zum Eintreffen der Ermittler zu beobachten. Einheiten des ukrainischen Katastrophenschutzes unterstützten die weiteren Arbeiten, wurden allerdings von den Rebellen daran gehindert, Beweismaterial einzusammeln und mitzunehmen. Nach ukrainischen Regierungsangaben wurden die Einsatzkräfte von „bis zu 900“ Kämpfern der Milizen überwacht.

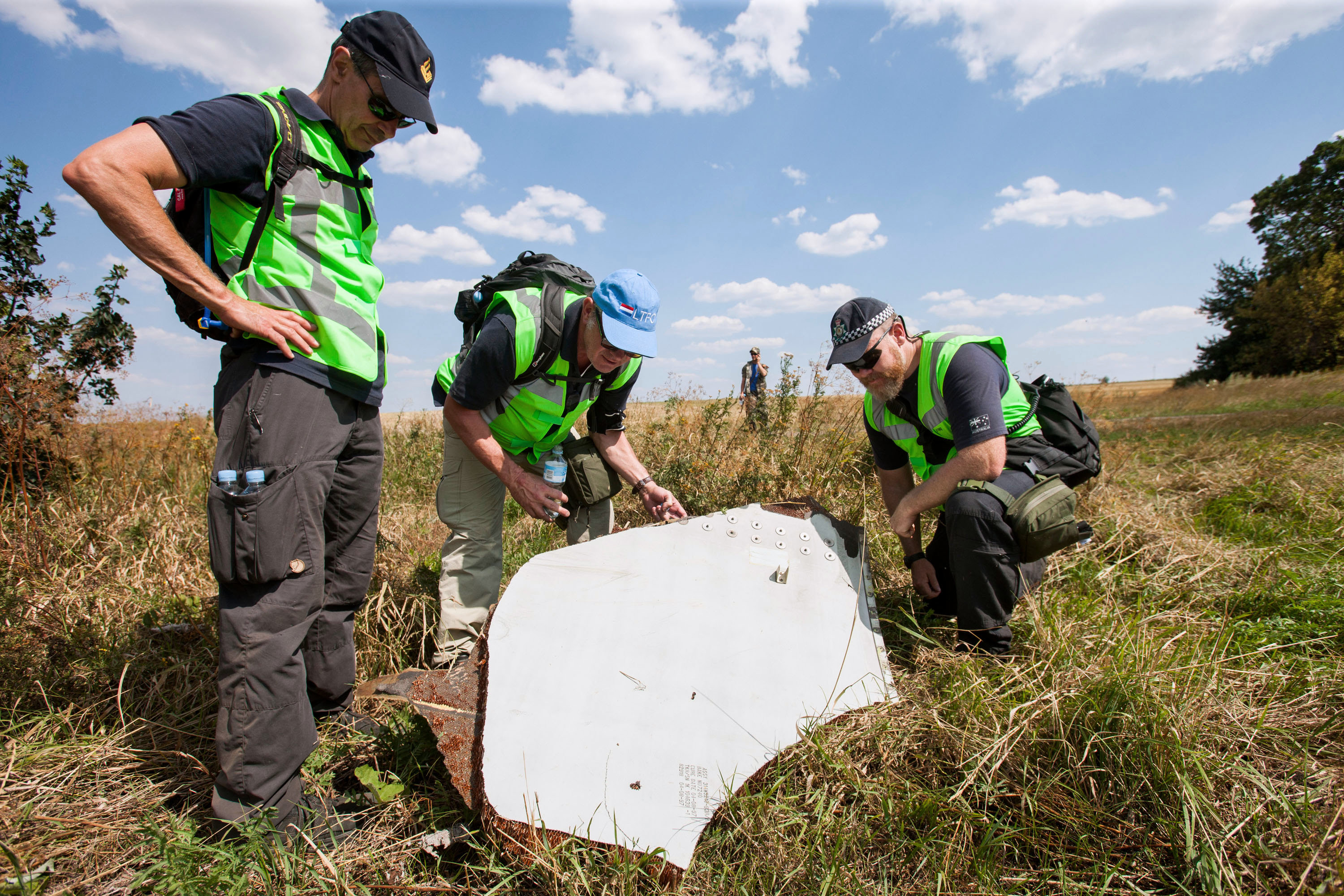
Niederländische und australische Einsatzkräfte untersuchen ein Wrackteil

Um eine geordnetere Bergung und Untersuchung zu ermöglichen, vereinbarten die Zentralregierung, die Milizen, Russland und die OSZE am 19. Juli eine etwa 20 km² große Sicherheitszone rund um die Absturzstelle. Dies verschaffte dem OSZE-Team mehr Bewegungsfreiheit. Auch ukrainische Flugunfallermittler erhielten Zutritt. Kurz darauf stellten die OSZE-Beobachter fest, dass von Cockpit und Flugzeugrumpf große Teile entfernt worden waren. Sie beobachteten auch, wie uniformierte Männer das Cockpit zersägten. Reporter entdeckten später Flugzeugteile, die zum Bau einer Straßensperre verwendet worden waren.
Im weiteren Verlauf trafen niederländische, australische, malaysische und britische Bergungskräfte, Forensiker und Techniker ein; dabei übernahm die OSZE die Vermittlerrolle zwischen ukrainischer Regierung, Milizen und Einsatzkräften. Die Niederlande, Australien und Malaysia entsandten zudem Militärpolizisten und reguläre Polizeieinheiten zum Schutz ihrer Teams und als Helfer bei den Bergungsarbeiten. Sie durften seit Anfang August – nach einer von den Separatisten heftig kritisierten Genehmigung durch Parlament und Präsident der Ukraine – Waffen tragen, versuchten dies jedoch zu vermeiden. Ein darüber hinausgehender Militäreinsatz zur Absicherung der Absturzstelle wurde von allen drei Ländern erwogen und wäre durch den ukrainischen Parlamentsbeschluss gedeckt gewesen, wurde jedoch wegen der angespannten Lage vor Ort verworfen.

### Bergungsarbeiten Juli bis September 2014

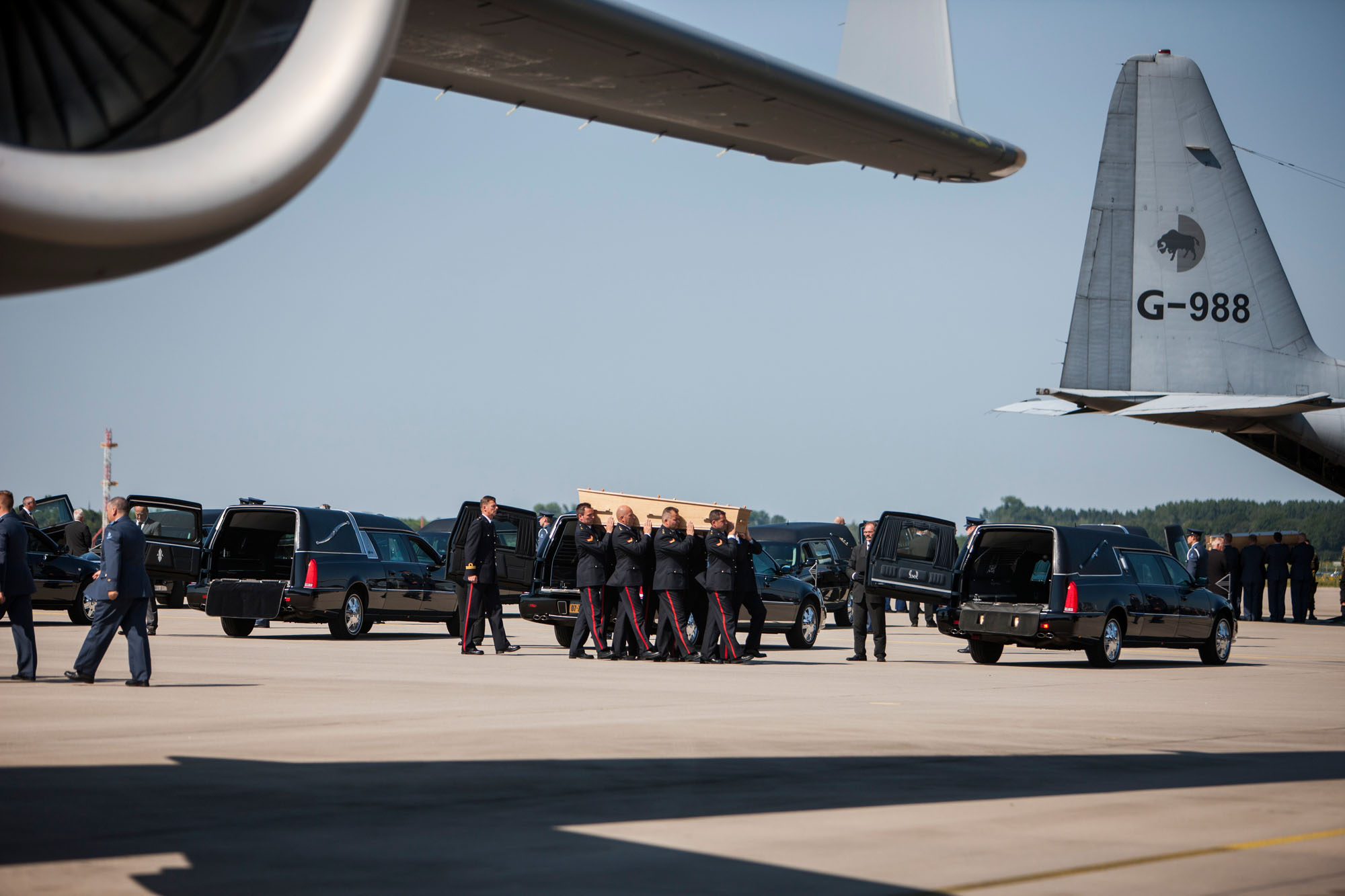
Ein Sarg wird am Flughafen Eindhoven zum Leichenwagen getragen

Die in Tores gesammelten Leichen wurden in einem Kühlzug gelagert, dessen Kühlung zeitweise ausfiel; auch die zunächst in Donezk aufbewahrten kamen hinzu. Nach Freigabe durch die Milizen fuhr der erste Transport mit etwa 200 Leichen am 21. Juli weiter nach Charkiw. Danach fanden australische Ermittler und OSZE-Beobachter weitere Opfer in einem Teil des Flugzeugrumpfes in einem Waldstück. Während sich die internationalen Kräfte um den östlichen Teil des Geländes kümmerten, durchsuchten die Separatistenmilizen mit etwa 800 örtlichen Helfern den westlichen Bereich.
Bis zum 26. Juli wurden alle bislang geborgenen Leichen und Leichenteile für forensische Untersuchungen nach Hilversum in den Niederlanden geflogen, in insgesamt 227 Särgen. Ein 228. Sarg wurde am 4. August ausgeflogen.
Die Arbeiten vor Ort mussten mehrfach wegen aufflammender Kämpfe unterbrochen werden. Am 7. August stellten die Einsatzkräfte ihre Arbeiten ganz ein; die Front verlief zu diesem Zeitpunkt nach Geländegewinnen der ukrainischen Armee direkt über die Absturzstelle. Im September sollte der Einsatz nach einer Waffenstillstands-Vereinbarung zwischen den Konfliktparteien fortgesetzt werden, aber man gab den Versuch auf, nachdem Unbekannte mehrmals Warnschüsse abgegeben hatten.

### Wiederaufnahme der Bergungsarbeiten Oktober bis November 2014
Mitte Oktober, kurz vor dem drohenden Wintereinbruch, setzten auf Druck Malaysias und der Niederlande ukrainische Katastrophenschutz-Einheiten die Bergungsarbeiten fort. Sie wurden von niederländischen Experten angeleitet und wieder von OSZE-Beobachtern begleitet und von bewaffneten Milizen bewacht. Im unmittelbaren Umfeld fanden Kämpfe statt. Es wurden persönliche Gegenstände der Opfer geborgen, und Ende Oktober erstmals seit Unterbrechung der Arbeiten weitere menschliche Überreste.
In der zweiten Novemberwoche entdeckten die Einsatzkräfte weitere Leichen. Minen und Granaten-Blindgänger im Absturzgebiet behindern die Arbeiten. Fünf Särge mit menschlichen Überresten wurden am 8. November in die Niederlande ausgeflogen. Eine Woche später begann die Bergung des Flugzeugwracks, das zur Untersuchung in die Niederlande transportiert werden soll. Ein Teilbereich des Wracks soll rekonstruiert werden.
Die absichtlich zurückgelassenen Wrackteile sollen die Rebellen gemäß Vereinbarung mit den Niederlanden entsorgen. Diese Vorgehensweise ergab sich aus der Indizienlage, wonach besonders der Vorderrumpf und der linke Flügel ermittlungstechnisch von Bedeutung seien.

### Weitere Funde ab Februar 2015
Anfang Februar 2015 bargen niederländische Soldaten Leichenteile, persönliche Gegenstände und Wrackteile, die Bewohner der Absturzregion gefunden hatten. Experten hoffen, unter den menschlichen Überresten Teile der drei letzten nicht gefundenen Todesopfer identifizieren zu können. Die unbewaffneten Soldaten verzichteten angesichts von Winter und Kampfhandlungen in der nahegelegenen Kleinstadt Debalzewe auf eine eigene Suche. Anfang Mai trafen die letzten sieben Särge in den Niederlanden ein.
Am 11. August 2015 gab die Untersuchungskommission bekannt, dass an der Absturzstelle Fragmente einer Buk-Rakete identifiziert worden seien. Weitere Teile der Rakete waren in das Innere des Flugzeuges katapultiert worden und wurden zusammen mit dem Flugzeugwrack aufgefunden.
Im Oktober 2015 berichtete der Guardian, die Untersuchung habe zwei Fragmente in Schmetterlingsform gefunden, laut Guardian ein entscheidender Beweis („critical piece of evidence“) für die Splitterladungen von zwei Varianten von Buk-Gefechtsköpfen.
Anfang Juni 2016 wurde die Antriebsdüse einer Buk-Rakete gefunden.

## Untersuchungen

### Organisation der Untersuchungen

#### Flugunfalluntersuchung
Gemäß internationalen Vereinbarungen zur zivilen Luftfahrt lag die Verantwortung für die Untersuchung des Flugzeugabsturzes bei der Ukraine. Zuständig waren das Nationale Büro für Flugunfalluntersuchung der Ukraine (NBAAI) und eine am 17. Juli 2014 eingerichtete Untersuchungskommission der ukrainischen Regierung unter der Leitung des stellvertretenden Ministerpräsidenten Wolodymyr Hrojsman. Das NBAAI begann am 18. Juli zusammen mit internationalen Experten die Unfalluntersuchung. Nachdem der Weltsicherheitsrat eine unabhängige internationale Untersuchung unter der Federführung der ICAO gefordert hatte, übertrug die Ukraine die Leitung der offiziellen Untersuchungen am 24. Juli an die Niederlande – laut Frans Timmermans, dem Außenminister der Niederlande, ein noch nie dagewesener Vorgang.
Für die Flugunfalluntersuchung war damit die niederländische Behörde Onderzoeksraad voor Veiligheid (OVV, dt. „Untersuchungsrat für Sicherheit“, engl. Dutch Safety Board, DSB) zuständig. Sie koordinierte ein 25-köpfiges Team, dem neben Experten von ICAO und Eurocontrol auch Ermittler aus der Ukraine, Malaysia, Australien, Frankreich, Deutschland, den USA, Großbritannien und Russland angehörten. Russland hatte eine Teilnahme zunächst abgelehnt und schloss sich erst später an. Auch die Europäische Agentur für Flugsicherheit und die Flugsicherheitsbehörden Indonesiens und Italiens waren beteiligt, ebenso wie das Zwischenstaatliche Luftfahrtkomitee der GUS und der Flugzeughersteller Boeing. Mit forensischen Untersuchungen – insbesondere zur Identifizierung der Opfer – wurde das niederländische Nationale Team forensischer Ermittlungen der Polizei (LFTO) beauftragt. Es wurde unterstützt durch das Niederländische forensische Institut (NFI, zuständig für DNA-Analysen) und weitere Einrichtungen wie das deutsche Bundeskriminalamt und Scotland Yard.
Die Arbeiten für den Abschlussbericht umfassten die Untersuchung der Flugdaten- und Stimmenrekorder- sowie Radar-Aufzeichnungen und die Datenaufzeichnungen weiterer Fluginstrumente und des Funkverkehrs der Flugverkehrskontrolle (Fluglotsengespräche). Ferner wurden Wetterbedingungen, Wrackteile (soweit sie geborgen werden konnten), und eventuelle Fremdobjekte untersucht. Dazu kamen die Ergebnisse der pathologischen Untersuchungen sowie der Nachvollzug des Ablaufs des Flugzeug-Auseinanderbrechens, schließlich wurde noch der Umgang der Fluggesellschaften beim Überfliegen einer Konfliktregion betrachtet.

#### Strafuntersuchung des JIT
Unabhängig von diesen Unfalluntersuchungen wurden bereits kurz nach dem Absturz nationale Strafverfolgungsbehörden mit dem Ziel aktiv, die Verantwortlichen für die Katastrophe zu ermitteln und zur Rechenschaft zu ziehen. Mit Unterstützung der EU-Justizbehörde Eurojust entstand ein internationales Team für die Kriminalermittlungen (Joint Investigation Team, JIT), an dem die Niederlande, Australien, Belgien, Malaysia und die Ukraine beteiligt waren.
Die Untersuchungen fanden unter größten Sicherheitsvorkehrungen statt; so wurden die von den Ermittlern in der Ostukraine verwendeten Geräte, welche Kontakt zu lokalen Telefonnetzen hatten, anschließend zerstört. Damit sollte verhindert werden, dass der russische Geheimdienst, der auch Daten der Ermittler zu erhalten trachtete, in die Computersysteme eindrang. Die Geheimhaltung wurde auch bei der weiteren Untersuchung aufrechterhalten; kurz vor der Präsentation des Abschussortes durch das JIT hatte Russland eine „eigene Variante“ präsentiert, was den Verdacht nahelegte, dass Russland diese durchgeführt hätte aufgrund erfolgreicher Spionage möglicherweise in Malaysia. Die niederländischen Behörden hatten bei im April 2018 festgesetzten russischen Agenten einen Computer mit Hinweisen dazu konfisziert, dass die russischen Sicherheitsdienste versucht hatten, Ermittlungsdaten zu stehlen sowie versucht hätten, Zugang zu den Daten des malaysischen Generalstaatsanwalts zu erhalten.
Am 28. September 2016 stellte die Untersuchungskommission die Ergebnisse der strafrechtlichen Ermittlungen im niederländischen Nieuwegein unter anderem auf Basis von mitgeschnittener Kommunikation und Radardaten vor. Demnach war das beim Abschuss verwendete Buk-System im Juli 2014 in die Ostukraine gebracht worden. Die Rakete wurde von einem Acker in der Nähe des Dorfes Perwomaiskij abgefeuert, das südlich von Snischne und östlich von Donezk liegt und im Juli 2014 von Separatisten und ihren russischen Unterstützern kontrolliert wurde. Nach dem Abschuss von Flug MH17 wurde das Buk-System zurück nach Russland gebracht. In einem Aufruf wurden Zeugen gesucht, die anhand der aufgezeichneten Telefonstimmen weitere Personen identifizieren könnten. Seit April 2017 wurde Sergei Dubinski als einer der mutmaßlichen Koordinatoren der Verschiebung des Buk-Systems genannt, ein pensionierter russischer Generalmajor, der letztmals 2002 bis 2004 für die russischen Streitkräfte in Tschetschenien war und in der Ostukraine für den dort aufgebauten militärischen Geheimdienst tätig gewesen sein soll. Der malayische Transportminister sagte im Juli 2017, mehrere der Anzuklagenden seien offenbar Russen. Ein lokaler Kommandant der DNR, Wadim Pogodin, der der Beteiligung an Folter und Ermordung eines Jugendlichen verdächtigt wird, war auf Ersuchen der Ukraine auf der Krim vorübergehend festgenommen worden. Die Nowaja gaseta interpretierte dessen Freilassung im Zusammenhang mit dem Abschuss des Fluges MH17; er sei einer derjenigen gewesen, die wussten, was bei Torez geschehen war. Der selber involvierte Alexander Borodai hatte vorausgesagt, dass Pogodin trotz mutmaßlicher Beteiligung an der kriminellen Ermordung eines Jugendlichen nicht an die Ukraine ausgeliefert würde. Im Dezember 2017 wurde der Name des mutmaßlich höchsten direkt Beteiligten, des Angehörigen der russischen Streitkräfte im Generalsrang Nikolai Fjodorowitsch Tkatschow, genannt, wozu das JIT wie üblich vor Abschluss der Untersuchung keinen Kommentar geben wollte.
Am 20. September 2017 unterzeichneten die Regierungen Australiens, Belgiens, Malaysias, der Niederlande und der Ukraine ein Memorandum of Understanding über die Zusicherung von politischer Unterstützung zur Ermittlung der Verantwortlichen des Abschusses, im Januar 2019 gefolgt von einer weiteren Vereinbarung zur Kostenbeteiligung durch diese Staaten. Die Ermittlungen werden von den Niederlanden geleitet. Gemäß dem niederländischen Ankläger war schon im Herbst 2017 zweifellos mit einer Anklage zu rechnen.
Im Frühjahr 2018 ordnete die JIT den in die Ukraine verbrachten Raketenwerfer definitiv und gerichtsverwertbar der 53. Flugabwehrraketen-Brigade der russischen Streitkräfte aus Kursk zu. Daraufhin veröffentlichte das JIT am 24. Mai 2018 einen weiteren Zeugenaufruf. Er wurde explizit an die Öffentlichkeit gerichtet, weil die russischen Behörden seit dem 15. Oktober 2014 nicht alle möglicherweise erforderlichen Informationen gemäß der Resolution 2166 des UN-Sicherheitsrates geliefert hatten. Zur Ermittlung der Beteiligten wurden zusätzliche Informationen gesucht zu den vier Fragen „Wer war beteiligt?“, „Wie lautete der Auftrag und durch wen?“, „Wer war an diesem Tag verantwortlich?“ und zur Kommandostruktur der 53. Brigade. Der Untersuchungsleiter erklärte, dies sei nicht etwa eine Verzweiflungstat gewesen; die Untersuchung sei auf gutem Wege und trete nun in eine neue Phase ein. Ein weiterer Aufruf fragte nach Informationen zu der verwendeten Lenkwaffe mit der Seriennummer 9032. Die Nowaja gaseta schlug dazu vor, den russischen Verteidigungsminister Sergei Schoigu nach dieser Seriennummer zu fragen. Auf Nachfrage des Korrespondenten der Nowaja gaseta bestätigte der Untersuchungsleiter nochmals, mehr Informationen zu haben, als öffentlich zugänglich seien. Das Recherchenetzwerk Bellingcat ermittelte als weiteren Hauptverantwortlichen neben dem russischen General Nikolai Tkatschow den Oberst des Militärgeheimdienstes GRU Oleg Iwannikow. Der Zeugenaufruf vom Mai 2017 war weiter gelaufen bis zu einer Pressekonferenz am 19. Juni 2019 und wurde dabei erneuert, um neben den Beschaffern des Waffensystems auch deren Bedienungspersonal sowie deren Entsender zu ermitteln.
Zum Zeitpunkt dieses Zeugenaufrufs befand sich der französische Präsident Macron zu einem Besuch bei Präsident Putin und erklärte, es sei Russlands Aufgabe, konstruktiv an der Aufklärung der Wahrheit mitzuwirken. Putin bestritt allerdings ausdrücklich, dass das Flugzeug von einer russischen Rakete abgeschossen worden sei.
Im September 2018 gab das russische Verteidigungsministerium mehrere Erklärungen ab, in denen versucht wurde, den beschriebenen Weg des Lenkwaffenwerfers als unzutreffend zu entlarven und ordnete darin die Seriennummer der Lenkwaffe den ukrainischen Streitkräften zu. Die Nowaja gaseta stellte daraufhin fest, dass diese Erklärungen vielmehr Fragen zum russischen Verteidigungsministerium aufwerfe: Sie wies auf einen auffälligen Unterschied der Handschrift auf Formularen hin und fragte, warum eigentlich ein vorgezeigtes Dokument, das laut Vorschriften bei der Rakete (in der Ukraine) sein sollte, sich in Russland befinde. Später lagen ihr öffentliche Dokumente vor, welche offensichtlich die Verlegung der 53. Flugabwehrraketen-Brigade bestätigten und verlangte eine Klarstellung des Verteidigungsministeriums. Gemäß The Insider war auch der Schattenwurf in einem Video faktisch leicht nachvollziehbar, bei welchem das russische Ministerium Inkonsistenzen hatte sehen wollen. Zudem sollte, folgte man der russischen Sichtweise, eine einzige, von Russland aus dem Zusammenhang gerissene Aussage eines ukrainischen Offiziers „hunderte von abgefangenen Telefongesprächen“ betreffend der Lieferung der Buk aufwiegen, wo doch laut The Insider bekannt sei, dass Russland den gesamten Funkverkehr der Ukraine abhöre. Das JIT nahm die russischen Aussagen „zur Kenntnis“. Gleichzeitig erwähnte das JIT erneut das Versagen Russlands, die UNO-Resolution 2166 aus dem Jahr 2014 zu erfüllen; Russland habe in den Jahren 2016 bis 2018 zu genau diesen Fragen keine substantiellen Antworten geliefert. Russland habe sich im August 2018 sogar weitere Anfragen des JIT verbeten, nachdem frühere Anfragen unbeantwortet geblieben und noch frühere Angaben ungenau gewesen seien.
In seinem im Februar 2023 vorgestellten Abschlussbericht stellte das JIT fest, dass das abgehörte Gespräch eines Mitarbeiters des von Putin eingesetzten Premierministers der annektierten Krim, Sergei Aksjonow, den Schluss zulasse, Putin selbst habe den Einsatz eines Buk-Systems auf dem Gebiet der sogenannten Separatisten genehmigt. Allerdings wiesen die Verfasser des Berichts auch darauf hin, dass man diese Vermutung nicht durch Dokumente habe erhärten können.

### Technische Flugunfalluntersuchung

#### Sicherung von Beweismaterial

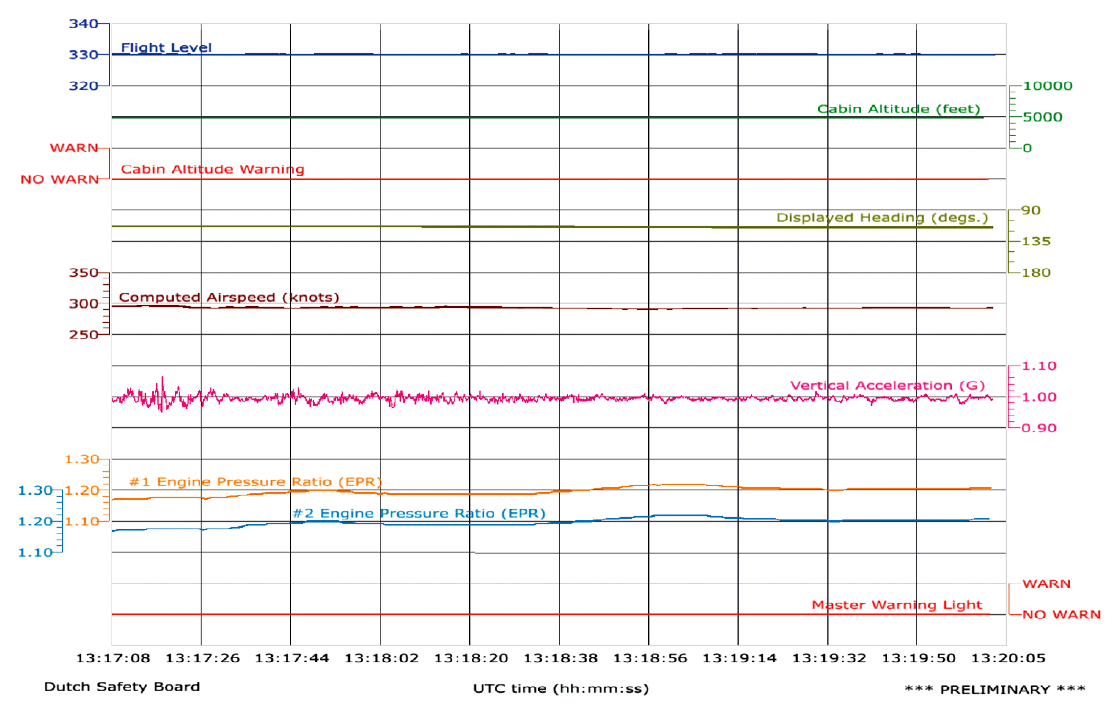
Letzte Aufzeichnungen des Flugdatenschreibers

Der Flugdatenschreiber war noch am Absturztag von den Separatisten geborgen worden. Ein Kommandeur der Separatisten rief einen seiner Leute an und wies ihn an, den Flugschreiber zu finden, denn Moskau verlange die Übergabe. Die malaysische Regierung nahm Verhandlungen mit der politischen Vertretung der Separatisten auf; beide Seiten vereinbarten den Abtransport und die Übergabe der Leichen, Übergabe der Flugschreiber und sicheren Zugang zur Absturzstelle für unabhängige Untersucher. Die Rebellen übergaben daraufhin den Flugdatenschreiber zusammen mit dem Cockpit-Stimmenrekorder an Vertreter Malaysias. Die Geräte waren leicht beschädigt, wiesen aber keine Zeichen von Manipulation auf. Die Daten wurden anschließend im Auftrag des OVV und unter Anwesenheit internationaler Ermittler vom Air Accidents Investigation Branch (AAIB), der britischen Behörde für Flugunfalluntersuchung, ausgelesen. Der AAIB ist neben dem französischen Bureau d’Enquêtes et d’Analyses pour la sécurité de l’aviation civile (BEA) eine von zwei Einrichtungen in Europa, die über die nötige Technik zur Wiedergabe der Stimmenrekorder-Aufzeichnungen verfügen.
Ermittler des NBAAI untersuchten in den ersten Tagen nach dem Absturz die Unfallstelle, machten Fotos und sicherten Borddokumente der Boeing; diese Daten wurden dem OVV-Untersuchungsteam zur Verfügung gestellt. Die Mitschnitte des Funkverkehrs zwischen den MH17-Piloten und den ukrainischen Fluglotsen wurden laut Presseberichten vom ukrainischen Geheimdienst beschlagnahmt. Der Botschafter der Ukraine in Malaysia dementierte dies.
Die verschiedenen vom OVV gesammelten Materialien wurden zur Erstellung von Untersuchungsberichten verwendet und dort auszugsweise wiedergegeben, werden jedoch nicht im Original veröffentlicht werden.
Ende Juni 2015 berichteten die niederländischen Ermittler, dass Vertreter der Volksrepublik Lugansk die Nachforschungen in der Ostukraine so erheblich behindert hätten, dass sie abgebrochen werden mussten, ohne dass man die Mobilfunksendeanlagen und Mobilfunknetze in der Region hätte untersuchen können.

#### Vorläufiger Untersuchungsbericht
Am 9. September 2014 veröffentlichte der OVV einen 34-seitigen vorläufigen Untersuchungsbericht. Das vom OVV geleitete Untersuchungsteam hatte die Absturzstelle bis dahin nicht besichtigt. Als Grund wurde die Befürchtung von Terrorismus-Experten genannt, die Anwesenheit von Flugunfall-Ermittlern könne die Opfer-Bergungsarbeiten gefährden; zudem sah man besondere Sicherheitsrisiken für die Ermittler. Als Daten standen Stimmenrekorder- und Flugdatenschreiber-Aufzeichnungen sowie Wartungsprotokolle von Malaysia Airlines zur Verfügung. Neben den verfügbaren Daten wurden Fotos ausgewertet, sowohl öffentlich verfügbare als auch die von ukrainischen und malaysischen Ermittlern und von australischen Polizisten aufgenommenen Bilder. Im Weiteren wurden Informationen zum Flugbetrieb wie NOTAMs, die Flugpläne sowie Wetterdaten und Crewstatus überprüft. Dazu kamen in den Tagen nach dem Absturz aufgenommene Satellitenbilder, die ukrainischen und russischen Radarüberwachungsdaten sowie Aufzeichnungen der Fluglotsengespräche mit dem Flug MH17.
Der Bericht kam zu dem Ergebnis, es gebe keine Hinweise auf technisches Versagen oder Pilotenfehler. Die auf den Fotos von Cockpit- und vorderen Rumpfteilen sichtbaren Schäden entsprächen dem, was nach dem Einschlag zahlreicher „Objekte mit hoher Geschwindigkeit“ von außen und angesichts der Geometrie von leicht oberhalb zu beobachten sei. Wahrscheinlich hätten diese Beschädigungen zu einem Strukturversagen und zum Auseinanderbrechen des Flugzeugs geführt. Zudem weise die Endlage der abgestürzten Teile darauf hin, dass das Cockpit als erstes abgebrochen sei. Der Bericht machte keine Aussagen zu Art oder Ursprung der „Objekte mit hoher Geschwindigkeit“. Nach Recherchen des WDR, des NDR, der Süddeutschen Zeitung und des niederländischen Investigativteams ARGOS wurde der vorläufige Untersuchungsbericht um einen Satz zur nicht kompletten Sperrung des Luftraums, aus dem eine Mitschuld der Ukraine an dem Unfall hätte gelesen werden können, gekürzt.

#### Untersuchungen der Wrackteile in den Niederlanden
Ab Mitte Februar 2015 arbeiteten die internationalen Ermittler auf einer niederländischen Luftwaffenbasis, um Brüche und Einschläge in den Wrackteilen zu inspizieren und das Flugzeug dreidimensional zu rekonstruieren.

#### Untersuchung des Buk-Systems
Im Jahr 2015 waren auf Antrag der Ermittler des JIT in Finnland Raketentests durchgeführt worden. Auf Wunsch der Strafermittler wurden die Versuche durchgeführt, ohne die Öffentlichkeit zu benachrichtigen, dies sollte erst bei der Strafuntersuchung erfolgen. Die Finnen mussten eine Abwägung vornehmen, ob die übliche Vereinbarung beim Erhalt des betroffenen Waffensystems Buk, keine Daten über das System an Dritte weiterzugeben, oder aber die Verpflichtung des Sicherheitsrats der Vereinten Nationen, die Untersuchung mit allen Mitteln zu unterstützen, Vorrang hätte, und entschieden sich für Letzteres.  Die nach Bekanntwerden der Versuche erfolgten Debatten aufgrund der heiklen Beziehungen zu Russland nannte ein Spezialist einen „Sturm im Wasserglas“. In der Ukraine erfolgte eine Testexplosion einer Buk.

#### Abschlussbericht
Der Bericht erschien am 13. Oktober 2015. Er hatte zuvor entsprechend den ICAO-Vorschriften allen beteiligten Seiten für 60 Tage zur Kommentierung vorgelegen, bevor er – nach Einarbeitung der Kommentare – der Öffentlichkeit zugänglich gemacht wurde.
Laut dem Ergebnis des Abschlussberichts explodierte unmittelbar links über dem Cockpit eine Buk-M1-Flugabwehrrakete; drei Personen im Cockpit starben dabei unmittelbar und der Frontteil des Flugzeugs riss ab. Alle anderen Insassen des Flugzeugs verloren innerhalb weniger Momente das Bewusstsein. Der Bericht trifft keine Aussagen über die Verantwortlichen des Raketenstarts. Er bezeichnet ein etwa 320 km² großes Gebiet als wahrscheinlichen Ort des Raketenstartes. Dieses Gebiet umfasst auch alle möglichen Standorte, welche die russischen Spezialisten von Almas-Antei und das ukrainische Kyiv Research Institute for Forensic Expertise errechnet hatten. Den Startort genauer zu ermitteln, lag nicht im Aufgabenbereich des technischen Unfallberichtes.
Russland äußerte zum Bericht insgesamt 74 Änderungswünsche, die sich im Ausmaß deutlich von denjenigen der anderen Beteiligten unterschieden. Bei den Plenarsitzungen vom 25. Februar 2015 und 6./7. Mai 2015 hatte Russland mit unterschrieben, dass „das Flugzeug am wahrscheinlichsten von einer Boden-Luft-Rakete abgeschossen wurde“. Im Mai war darüber hinaus nur über die Flugbahn der Buk diskutiert worden, nicht mehr aber über die Art der Waffe. Bei den Änderungswünschen zum Abschlussbericht fand sich dann trotzdem der Wunsch, „andere Szenarien“, also zum Beispiel einen Abschuss mit einer Luft-Luft-Lenkwaffe, nicht auszuschließen. Dieser Änderungsvorschlag wurde nicht berücksichtigt, der Bericht betonte, dass alle anderen Erklärungen ausgeschlossen werden konnten. (Other possible scenarios that could have led to the disintegration and crash of the [airplane] were considered, analyzed, and excluded.)
Gegenüber dem Volkskrant erklärte der Leiter der Untersuchung Tjibbe Joustra, er habe den Eindruck, Russland versuche den Bericht womit auch immer zu unterminieren, darüber hinaus änderten die Russen andauernd ihre Meinung. Der niederländische Außenminister sprach davon, dass Russland am Schlussbericht nicht interessiert sei, sondern nur daran, „Verwirrung zu säen“.
Der Bericht regt eine Verbesserung der Risikoabschätzung für den zivilen Flugverkehr über Konfliktgebieten gemäß Chicagoer Abkommen an, da das bestehende System keine ausreichenden Mittel bereitstelle (The current system of responsibilities for safeguarding civil aviation does not provide sufficient means to adequately assess the risks associated with flying over conflict areas). Nach Ansicht der Untersuchungskommission hätte es genügend Gründe für eine Sperrung als Vorsichtsmaßnahme gegeben, der Bericht äußert darum Kritik an den ukrainischen Behörden, die nur eine Teilsperrung vorgenommen hatten.

### Identifizierung und Heimführung der Opfer
Alle Identifizierungsarbeiten fanden in einer Kaserne in den Niederlanden statt; auch persönliche Gegenstände der Passagiere wurden dort den Besitzern zugeordnet. Bis Anfang August kamen 176 Leichen und 527 Leichenteile in der Korporaal Van Oudheusdenkazerne in Hilversum an, 289 Personen konnten dort bis Ende Oktober 2014 identifiziert werden. Ende Juni 2015 waren 296 von 298 Opfern identifiziert; die letzten beiden Fälle (Niederländer) bleiben vermutlich ungeklärt.

### Kriminal- und Privatermittlungen

#### Anonyme Auslobung einer Belohnung 2014–2015
Zwischen September 2014 und Ende Mai 2015 suchte eine deutsche Wirtschaftsdetektei für einen anonymen Auftraggeber Informanten zu den Verantwortlichen des Abschusses. Insgesamt waren 47 Mio. US-Dollar für entsprechende Hinweise ausgelobt und in der Schweiz hinterlegt. Der für den Flugzeugabsturz zuständige Chefermittler der niederländischen Staatsanwaltschaft warnte davor, sich auf dieses Angebot einzulassen, niemand wisse, wer die Leute seien und welche Absichten sie verfolgten. Nach Angaben der Detektei wurde ein mutmaßlicher Informant vermittelt und der Auftrag somit abgeschlossen, Genaueres ist nicht bekannt. Im Juni 2016 war bekannt geworden, dass die Wohnung des Detektivs in Deutschland sowie ein Schließfach in der Schweiz polizeilich durchsucht worden waren.

#### Kritik und Klageerhebung durch Hinterbliebene
Zwanzig Opferangehörige aus Belgien, Deutschland, den Niederlanden und den USA forderten im Jahr 2014 vom niederländischen Ministerpräsidenten Mark Rutte in einem Brief, ein spezieller UN-Beauftragter solle internationale Ermittlungen zu dem Abschuss aufnehmen, da die niederländischen Behörden den Aufbau des Falles aufgrund der mangelhaften Beweisaufnahme verpatzt hätten. Die Regierung lehnte den Vorschlag ab, da bereits elf Länder an den Ermittlungen beteiligt seien.
Angehörige deutscher Opfer reichten ebenfalls 2014 beim Europäischen Gerichtshof für Menschenrechte über ihren Anwalt Elmar Giemulla Klage gegen den ukrainischen Staat ein; sie sehen im Offenhalten des umkämpften Luftraums in erster Linie monetäre Motive der Ukraine und erhoben den Vorwurf des Totschlags durch Unterlassung.
Australische Familien reichten im Mai 2016 gleichenorts eine Klage auf Schadenersatz ein gegen Russland und Präsident Putin persönlich.
Zum dritten Jahrestag übergaben Angehörige der Opfer im Jahr 2017 der russischen Vertretung in Den Haag einen Sammelbrief mit der Aufforderung, Russland solle wahrheitsgetreue Informationen zur Tragödie liefern. Sie beschuldigten Russland, die Strafverfolgung zu behindern.
Im Vorfeld der Fußball-Weltmeisterschaften 2018 in Russland veröffentlichten Opferangehörige einen Brief, in dem sie dem russischen Volk erklärten, dass es nicht verantwortlich sei, hingegen werde immer klarer, dass es der russische Staat und seine Führer seien. Mit ihnen seien russische staatliche Medien sowie private Medienkanäle, die mit den Behörden zusammenarbeiten, an einer „abscheulichen und betrügerischen Kampagne“ beteiligt. Anfang Juni 2018 wurden aus Protest vor der russischen Botschaft in Den Haag 298 weiße Stühle aufgestellt.
Eine Vereinigung von Opferangehörigen forderte US-Präsident Trump im Hinblick auf den G20-Gipfel Ende November 2018 auf, den russischen Präsidenten Putin zu überzeugen, alle Informationen offenzulegen, wofür es nie zu spät sei. Sie schrieben, Präsident Putin arbeite hart daran, als großer Staatsmann in die Geschichte einzugehen – wenn er es wirklich sei, „dann muss er verstehen, dass das Verstecken [der Wahrheit], die bei schweren Verbrechen wie dem Angriff auf MH17 so offensichtlich ist, seinem Ziel entgegen wirkt“. Das Treffen wurde von Trump kurz zuvor abgesagt, die Begründung dafür war die russische Provokation bei Kertsch 2018.
Die Angehörigen von 55 Opfern reichten im November 2018 beim Europäischen Gerichtshof für Menschenrechte (EMRK) eine Klage gegen Russland ein: Das Land habe die Grundrechte der Betroffenen einerseits durch den Abschuss selbst, aber auch durch die Behinderung der Untersuchung verletzt. Russland habe nicht nur wichtige Fakten nicht geliefert, sondern darüber hinaus Informationen geliefert, welche sich als unwahr heraus gestellt hätten. Der verantwortliche Anwalt erklärte, eine Klage in Russland sei wohl hoffnungslos, weshalb er hoffe, dass der Gerichtshof die Klage direkt annehme.
Das Außenministerium der Niederlande bekundete seine Absicht, mit der russischen Regierung über eine Entschädigung für die Angehörigen der Opfer zu verhandeln. Nach diplomatischen Kontakten zu Russland und einer grundsätzlichen Zustimmung Russlands im Jahr 2018 hatten im März 2019 formelle Gespräche über die Ermittlungen sowie über Rechenschaft und Entschädigungszahlungen begonnen. Die Nowaja gaseta hatte zuvor auf Nachfrage von der Sprecherin des Außenministeriums „in der ihr üblichen Art“ nur höchst interpretationsbedürftige Aussagen und Beschuldigungen erhalten, welche offensichtlich weiterhin eine formelle Anerkennung der vollen Verantwortung ausschlossen. Im Oktober 2020 teilte Russland mit, dass es die Gespräche abbreche. Die Niederlande würden Russland „zu einem Schuldeingeständnis drängen“, so die Begründung. Als Hintergrund der Absage wird die Klage der Niederlande gegen Russland vor dem Europäischen Gerichtshof für Menschenrechte gesehen. Ein weiterer Vorwurf Russlands hatte gelautet, es werde nicht an der Untersuchung beteiligt; dies ergibt sich jedoch aus den Fakten zum Abschuss: Das Flugzeug gehörte nicht Russland, flog weder von noch nach Russland, ist nicht in Russland abgestürzt und weder befanden sich russischen Staatsbürger an Bord noch flog das Flugzeug in den Luftraum der Russischen Föderation ein.

#### Festnahme, Austausch und Nichtauslieferung des möglichen Zeugen Wladimir Zemach 2019
Am 27. Juni 2019 wurde Wolodymyr Zemach von Agenten des ukrainischen Geheimdienstes an seinem Heimatort Snischne in der Ostukraine ergriffen und nach Kiew verbracht. Am nächsten Tag wurde seiner Familie mitgeteilt, er werde in der Ukraine wegen Terrorvorwürfen vor Gericht gestellt. Zemach war Offizier der Milizeinheit „Slavyansk“, die dem Kommando von Igor Girkin unterstand; er kommandierte von 2014 bis 2017 Teile der Flugabwehr der Separatisten. Seine Funktion zum Zeitpunkt des Abschusses war unklar; seit 2015 ist aber bekannt, dass er den Absturz des Flugzeugs gesehen hatte. Zemach wurde in einem Austausch im September 2019, welcher laut Einschätzung des ukrainischen Redaktionsleiters der Deutschen Welle für Russland viel vorteilhafter war als für die Ukraine, und bei welchem die Auslieferung Zemachs russischerseits eine Bedingung gewesen war, nach Russland abgeschoben, wogegen die Internationalen Strafermittler protestiert hatten. Laut Präsident Selenskyj hätten diese Zemach schon befragt. Russland kam der Aufforderung des JIT, Zemach auszuliefern, nicht nach, respektive erlaubte es ihm, wieder in das besetzte Gebiet der Ukraine zu gelangen, obschon Russland noch vor der Landung Zemachs in Russland bestätigt hatte, das ihn betreffende Auslieferungsgesuch erhalten zu haben. Als er nicht in Gewahrsam genommen wurde, gab es niederländisch-russische Kontakte auf höchster diplomatischer Ebene, so zum Beispiel ein Außenministertreffen. Nach über vierzig Tagen gab Russland bekannt, nicht zu wissen, wo Zemach sich aufhalte.

#### Kriegsverbrechen
Die deutsche Bundesanwaltschaft leitete im Oktober 2014 Ermittlungen gegen Unbekannt wegen eines möglichen Kriegsverbrechens ein.
Mitte Juli 2015 gab die niederländische Staatsanwaltschaft bekannt, dass eine Anklage wegen Mordes und möglicherweise Kriegsverbrechen möglich sei. Am 29. Juli 2015 blockierte Russland mit seinem Veto im UN-Sicherheitsrat eine Resolution zur Einsetzung eines unabhängigen internationalen Tribunals. Elf Ja-Stimmen standen gegen das russische Veto, während sich China, Angola und Venezuela der Stimme enthielten. Die Regierungschefs der am meisten betroffenen Länder waren empört, die Niederlande seien entschlossen, die Verantwortlichen vor ein Gericht zu bringen. Da sich die russische Begründung auf den noch fehlenden Abschlussbericht der Flugunfalluntersuchung berief, wollen fünf Staaten die Resolution nach dessen Vorliegen wieder einbringen.
Im Juli 2020 gab die niederländische Regierung bekannt, die Angehörigen der Opfer justiziell zu unterstützen und eine Staatenbeschwerde gegen Russland vor dem Europäischen Gerichtshof für Menschenrechte einzureichen.

## Mutmaßungen vor dem Vorliegen des technischen Untersuchungsberichts und der Strafuntersuchung
Vor den offiziellen Untersuchungsergebnissen gab es auch Indizien und Aussagen, die von Dritten veröffentlicht worden waren. Diese Quellen wurden von den Ermittlern der Strafuntersuchung mit ausgewertet. Der niederländische Ermittlungsleiter sprach von insgesamt rund 750 zu sichtenden Videos, 20.000 Fotos und 350 Millionen Internetseiten. Die Staatsanwaltschaft hielt im Prozess im Juni 2020 fest, dass selbst noch nach dem Vorliegen der Evidenz eines Abschusses durch eine Buk während der technischen Untersuchung diverse weitere Varianten in Betracht gezogen blieben und weiter untersucht wurden. Die technische Untersuchung hatte zuvor einen Defekt am Flugzeug, einen Blitzeinschlag sowie einen Meteoriteneinschlag, also einen Unfall, ausgeschlossen.

### In Medien veröffentlichte Varianten eines Abschusses 2014/2015

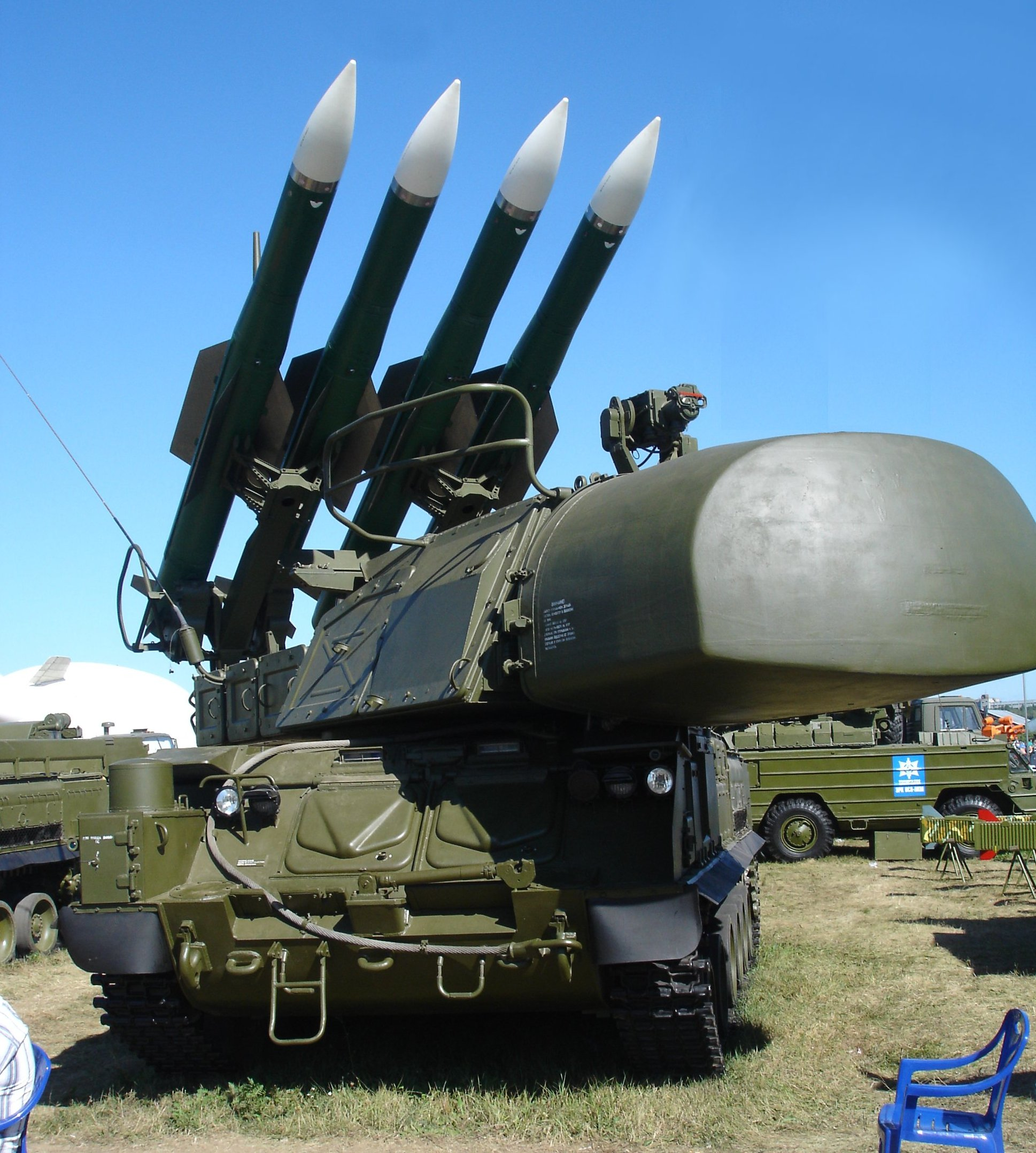
Lenkwaffensystem Buk M1 (Beispielfoto)

Verschiedene Informationen wurden schon am Tag des Abschusses als Hinweis darauf gewertet, dass separatistische Einheiten die Boeing 777 für eine ukrainische Militärmaschine gehalten und daher abgeschossen haben könnten. So meldeten russische Medien am selben Nachmittag den Abschuss einer AN-26 zur fraglichen Zeit im fraglichen Gebiet. Auch der französische Fotograf Jérôme Sassini war von den Separatisten angerufen worden, um ihm mitzuteilen, dass sie ein ukrainisches Militärflugzeug abgeschossen hätten. Zuvor waren Meldungen in sozialen Netzwerken erschienen, insbesondere eines dem 2020 angeklagten Separatistenführer Igor Girkin (alias Strelkow) zugeschriebenen vk.com-Nutzerkontos. Für das Gebiet bei Tores wurde dort mit der Zeitangabe 17:37 Uhr Moskauer Zeit (13:37 Uhr UTC, etwa 15 Minuten nach dem Absturz) der Abschuss einer An-26-Militärtransportmaschine bekanntgegeben. Eine zweite Meldung des gleichen Benutzerkontos zeigte kurz darauf Videoaufnahmen einer aufsteigenden Rauchfahne, mit dem Kommentar: „Wir haben euch doch gewarnt, nicht durch ‚unseren Himmel‘ zu fliegen“ (Предупреждали же – не летать в ‚нашем небе‘). Die Meldungen wurden kurz darauf wieder gelöscht; Kopien davon blieben jedoch in der Wayback Machine erhalten. Strelkow bestritt, dass der Eintrag von ihm stamme. Auch der russische Fernsehsender LifeNews, der als regierungsnah gilt, meldete auf seiner Website um 18:34 Uhr Moskauer Zeit (14:34 Uhr UTC) unter Berufung auf „einen der Milizionäre“ (по словам одного из ополченцев), gegen „17:30 Uhr Ortszeit“ sei bei Tores eine An-26 von einer Rakete abgeschossen worden (17:30 Uhr ukrainischer Ortszeit entsprechen 14:30 Uhr UTC; möglicherweise war 16:30 Uhr Ortszeit gemeint). Wenige Stunden nach dem Absturz meldete auch der Radiosender „Stimme Russlands“, Augenzeugen in Tores hätten kurz nach 16 Uhr Ortszeit den Abschuss einer Antonow An-26 mittels Rakete durch die „Volksmilizen“ beobachtet.
Noch am selben Tag veröffentlichte der ukrainische Geheimdienst SBU Mitschnitte von drei Telefongesprächen, die einen Abschuss durch Separatisten nahe legten. In einem davon berichtet der Rebellenführer Igor Besler einem Oberst der russischen Nachrichtendienstleitung GRU: „Wir haben ein Flugzeug abgeschossen. … Es fiel nicht weit von Jenakijewo.“ Besler bestätigte, dass dieses Gespräch tatsächlich stattgefunden hatte, bestritt aber einen Zusammenhang mit Flug MH17. Jenakijewo sei 100 km von der Absturzstelle entfernt; so weit würden seine Waffen nicht reichen (die tatsächliche Entfernung beträgt etwa 30 km; um 13:18 Uhr UTC überflog MH17 Jenakijewo). Alexandr Kofman, ein Sprecher der Separatisten, bezweifelte die Echtheit der Aufnahmen und sprach von einer „plumpen Collage“. Der Corriere della Sera und die Frankfurter Allgemeine Zeitung zitierten am 22. Juli 2014 Aussagen, die von Mitgliedern einer Rebelleneinheit stammen sollen. Sie hätten kurz nach dem Absturz den Befehl erhalten, die Piloten eines abgeschossenen ukrainischen Militärflugzeugs festzunehmen, von denen man wohl annahm, sie hätten sich mit dem Fallschirm retten können. Laut FAZ zeigten diese Aussagen Übereinstimmungen mit den Tonaufnahmen, denen zufolge man auf Separatistenseite von einem abgeschossenen ukrainischen Militärflugzeug ausgegangen war. Einen Tag später zitierte Reuters den Separatistenkommandeur Alexandr Chodakowski mit einer Äußerung, eine andere als seine Rebelleneinheit hätten über eine Buk-Einheit verfügt. Chodakowski dementierte diese Darstellung umgehend; er habe „keine Kenntnis davon, dass die Aufständischen eine solche Waffe besitzen“. Im November bestätigte er, dass er im Reuters-Interview den Besitz eines Buk-Systems durch Rebellen der sogenannten Volksrepublik Lugansk eingeräumt hatte. Es sei zur fraglichen Zeit unterwegs in Richtung des MH17-Absturzgebiets gewesen, und man habe das System nach dem Bekanntwerden des Absturzes schnell wieder zurückgezogen, um nicht fälschlich beschuldigt zu werden.
Die Tatsache, dass die Trümmer der nun aufgefundenen Zivilmaschine über ein großes Gebiet verstreut wurden, sprach dafür, dass das Flugzeug bereits in großer Höhe auseinandergebrochen war. Die durchsiebten Teile von Cockpit und vorderem Rumpf werteten Experten als Hinweise auf Schrapnelleinschläge durch einen Raketen-Sprengkopf, der vermutlich vorne links neben dem Flugzeug detonierte. Auch Tragflächenteile zeigten Löcher und Streifspuren. Das Auseinanderbrechen in der Luft sprach gegen eine Luft-Luft-Lenkwaffe, da eine solche gemäß Expertenmeinung eine Boeing 777 vorerst nur hätte beschädigen können.
Im Gespräch waren seit dem Absturztag vor allem Lenkflugkörper des Typs Buk M1 (NATO-Code SA-11 Gadfly), wie sie sowohl das ukrainische als auch das russische Militär besitzt. US-Geheimdienstbeamte hatten am Absturztag zusätzlich die S-300PMU-1 (NATO-Code SA-20 Gargoyle) erwähnt. Bald wurde nur noch von der Lenkwaffe Buk berichtet. Satellitenaufnahmen hatten Hinweise auf den Raketenstart geliefert. Russland forderte von den USA eine Herausgabe der Daten, auf welche sich die Aussagen stützten. Auch der bekannte militärwissenschaftliche Informationsdienst IHS Jane’s vermutete, dass es sich um einen Abschuss durch eine Buk M1 handelte.
Die Sichtung eines Buk-Systems war beispielsweise dem Korrespondenten des Guardian gegenüber hinter vorgehaltener Hand erwähnt worden, vor allem aber kursierten in Medien und sozialen Netzwerken Fotos und Videos, die den Transport von Teilen eines Buk-Systems entlang der N 21 in westlicher Richtung durch das von Rebellen kontrollierte Territorium zeigen sollten. Weitere Bilder entstanden in der Nähe des Absturzgebiets bei Snischne und Tores sowie beim Abtransport des Systems nach Osten am selben Tag. Einige Stunden vor dem Absturz beobachteten Reporter der Associated Press (AP) ein Buk-System in Snischne. Schon am 18. Juli veröffentlichte das ukrainische Innenministerium ein Video, das am Abend des Vortags in Luhansk gefilmt worden sein soll und ein Buk-System mit einem unvollständigen Raketensatz zeigt. Blogger im Internet sowie später auch das Investigativ-Blog Bellingcat kam zu dem Schluss, dass sich das Video in Luhansk lokalisieren lasse. Zudem konstatierte Bellingcat Übereinstimmungen dieser und anderer Aufnahmen mit Fotos, die einen Ende Juni in Russland aufgenommenen, aus Beständen der russischen Armee stammenden Buk-Starter zeigen. Am 19. März 2015 veröffentlichte die BBC Videoaufnahmen und Fotos eines Raketenwerfers, die anhand von Landmarken in der Umgebung dem Ort Suhres östlich von Donezk zugeordnet werden konnten. Die Fotos wurden der BBC von der ukrainischen Regierung zur Verfügung gestellt. Auf allen diesen Aufnahmen war die besondere Nummer des Raketenträgers zu sehen.
Ob auch die Separatisten über eine (funktionsfähige) Buk-Einheit verfügten, ist umstritten. Am 29. Juni 2014 hatten russische Staatsmedien gemeldet, einen ukrainischen Luftverteidigungs-Stützpunkt mit Buk-Systemen übernommen zu haben; keine der Meldungen verfügte über ein aktuelles Bild und sowohl ukrainische Behörden als auch die Separatisten dementierten den Sachverhalt. Später erläuterte der ukrainische Geheimdienstchef Witalij Najda, man sei nicht beunruhigt gewesen wegen dieser Berichte, weil die ukrainische Armee bereits im März die Buk-Systeme in der Region unbrauchbar gemacht habe; die Gefechtsköpfe seien entfernt worden. Je ein Experte der NATO und des International Institute for Strategic Studies stellten infrage, ob die Rebellen allein solche komplexen Boden-Luft-Abwehrraketensysteme schon nach kurzer Zeit bzw. ohne Unterstützung Dritter bedienen könnten. Der Bundesnachrichtendienst berichtete 2014 hingegen, Flug MH17 sei von Separatisten mit einem aus ukrainischen Beständen erbeuteten Buk-System abgeschossen worden.
Spätere Recherchen
Investigativreporter von Correctiv in Zusammenarbeit mit dem „Spiegel“ und dem Algemeen Dagblad waren im Januar 2015 aufgrund von Indizien und Zeugenhinweisen der Ansicht, dass der Abschuss durch eine durch das russische Militär aus dem Raum nördlich von Snischne abgefeuerte Rakete stattgefunden habe. Fotos und Videos, vornehmlich von Bellingcat, sollen den Weg des Raketenwerfers 3x2 einer Flugabwehrbrigade aus der in der Nähe liegenden Stadt Kursk in Russland, hin zum Abschussort mit Rakete und zurück nach Russland ohne die abgeschossene Rakete, schlüssig dokumentieren. Daniel Romein von Bellingcat analysierte, dass die Investigativreporter von Correctiv die Fotos von Tores falsch verortet hätten, und ermittelte einen mutmaßlichen Startort der Rakete südlich von Snischne. Zur These von Correctiv, der Raketenabschuss sei durch das russische Militär erfolgt, äußerte er sich nicht direkt, ging aber in seiner Analyse wie Correctiv vom gleichen russischen Buk-System aus.
Der investigative niederländische Journalist Jeroen Akkermans, der die Absturzstelle mehrfach absuchte, präsentierte bis April 2015 mehrere Metallfragmente, die durch Experten einem Gefechtssprengkopf einer Buk-Rakete zugeordnet wurden. Almas-Antei als Hersteller der Lenkwaffe spezifizierte den Typ aufgrund der Splitterfragmente im Juni 2015 als Buk M1. Schon am 5. Mai 2015 hatte die Nowaja gaseta einen russischen Untersuchungsbericht veröffentlicht, laut dem das Flugzeug von einer Buk-Rakete russischer Bauart abgeschossen wurde, der Startplatz der Rakete jedoch etwa 30 Kilometer weiter westlich vermutet wurde als es die Beobachtung des verdächtigten Raketen-Werfers zuvor vermuten ließen. Verschiedentlich wurde darauf hingewiesen, dass auch dieser Startsektor wohl im von den Separatisten kontrollierten Gebiet lag und im Weiteren, dass die im russischen Bericht verwendeten Satellitenbilder wieder nicht mit den öffentlich zugänglichen übereinstimmten. Ein weiterer russischer Raketenexperte sprach kurz darauf wiederum von einem Kollisionskurs der Rakete, nicht von dem auch später von Russland behaupteten seitlichen Anflug.
Ein Team von RTL News hatte bei Recherchen Zugang zu Fotos und Satellitenbildern erhalten, die Stellungen, Rauchwolken und Brandflecken auf Feldern zeigen. Diese sollten den Abschussort durch Boden-Luft-Raketen belegen. Das betreffende Gebiet soll zum Abschusszeitpunkt von pro-russischen Rebellen kontrolliert worden sein.
Die Nowaja gaseta veröffentlichte im Oktober 2015 die Kampfnamen derjenigen Rebellen, welche den Buk-Werfer in Empfang genommen hatten. Laut Correctiv-Bericht könnte zuvor auch das Personal des Werfers, einschließlich des Befehlshabers der Einheit, aus dem russischen Militärdienst entlassen und offiziell in den Dienst der Separatisten übergetreten sein.
Am 24. Februar 2016 veröffentlichte das Recherchenkollektiv Bellingcat einen neuen Bericht, wonach russische Soldaten des 2. Bataillons der 53. Luftabwehrbrigade Raketen vom Typ Buk M1 und mobile Startrampen zwischen dem 23. und 25. Juni 2014 aus Kursk in das ukrainisch-russische Grenzgebiet verlegt hatten. Eine dieser Buk-Raketen wurde laut dem Bericht später im Donezker Separatistengebiet, bei Snischne, abgefeuert. Darauf aufbauend ermittelte Stratfor den Standort einer für den Abschuss in Frage kommenden Bukeinheit fünf Stunden vor dem Abschuss. Bellingcat legte sich nicht fest, ob russische Soldaten oder prorussische Separatisten das Buk-System bedienten, allerdings sei das Waffensystem teuer und sehr komplex und es brauche mindestens ein halbes Jahr Schulung, um damit umgehen zu können. Der Bericht grenzte erstmals den Personenkreis möglicher Täter ein. Die Entscheidung, ein Buk-M1-System in das Kriegsgebiet zu verlegen, sei auf der obersten Ebene der russischen Luftabwehr getroffen worden. Die Entscheidung, überhaupt militärisches Gerät in die Ukraine zu schicken, sei vom Verteidigungsminister oder vom Oberkommandierenden Wladimir Putin getroffen worden.
Am 28. September 2016 veröffentlichte das unter niederländischer Führung stehende offizielle Untersuchungskomitee seinen Bericht. Er deckte sich weitgehend mit den obigen Angaben. Juristisch klare Verantwortlichkeiten konnten jedoch nicht gemacht werden (siehe oben).
Ende Mai 2018 veröffentlichten Bellingcat-Aktivisten ihre Belege zu einem vermeintlich Verantwortlichen. Ein russischer Staatsbürger und möglicher GRU-Offizier mit dem Namen Oleg Wladimirowitsch Iwannikow (russisch: Олег Владимирович Иванников), geboren im April 1967
in Chemnitz, der nach dem Kaukasuskrieg 2008 in Südossetien von 2006 bis 2008 unter dem Pseudonym „Andrei Laptew“ als „Verteidigungsminister“ aufgetreten sein soll. Als Nächstes sei Iwannikow in der Ost-Ukraine aufgetaucht und nannte sich dort unter anderem „Andrei Iwanowitsch“. Er soll es demnach gewesen sein, der am 14. Juli 2014 in einem Telefonat mit Oleg Bugrow, damals Verteidigungsminister der Volksrepublik Lugansk, erwähnt habe, dass man eine Buk beschafft habe und ukrainische Flugzeuge abschießen werde. Weiter legten Recherchen und Zeugenaussagen nah, dass Oleg Iwannikow zum Zeitpunkt des Abschusses von MH-17 das Kommando über Teile der militärischen Verbände der pro-Russen, darunter den Kämpfern der Gruppe Wagner in der Ost-Ukraine hatte.

### Russische Sichtweisen

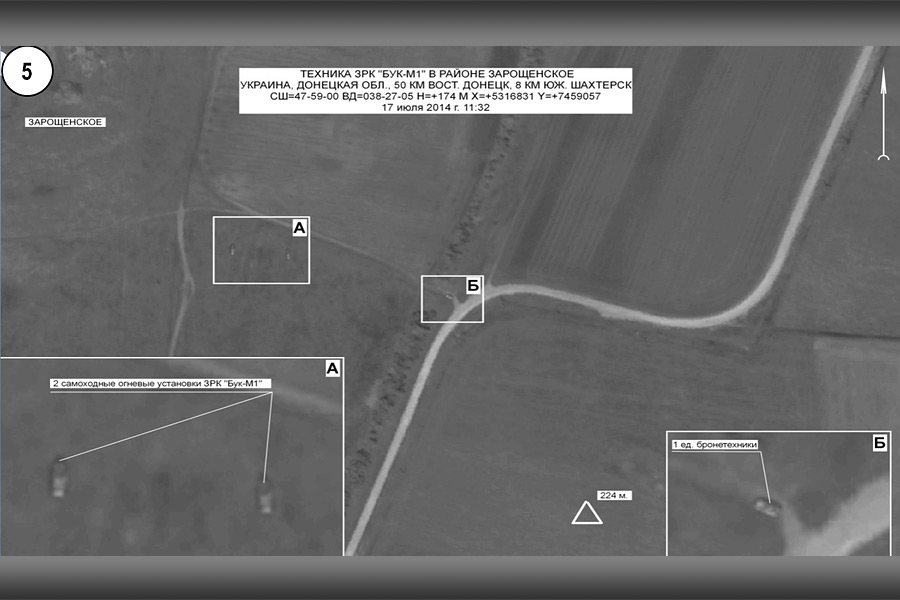
Dieses Satellitenfoto wurde vom russischen Verteidigungsministerium veröffentlicht. Es soll am 17. Juli 2014 nahe dem Dorf Saroschtschenske (Зарощенське) einige Stunden vor dem Abschuss aufgenommen worden sein und zwei Buk M1 und ein gepanzertes Fahrzeug zeigen. Der ukrainische Geheimdienst bezeichnete das Foto als Fälschung, eine digitale Bildanalyse im Mai 2015 ergab, dass die Fahrzeuge ins Bild eingefügt worden waren.

Ganz im Widerspruch zu den offiziellen russischen Aussagen rückte die für ihre Recherchen bekannte Zeitung Nowaja gaseta am 25. Juli 2014 das bedrückende Bild der langen Kolonne niederländischer Leichenwagen auf ihr Titelbild, zusammen mit der Überschrift „Vergib uns, Niederlande“.

#### Bewegungen von Buk-Raketen des ukrainischen Militärs
Vom russischen Militär veröffentlichte Satellitenbilder, die ukrainische Buk-Einheiten in der Nähe der Absturzstelle zeigen sollen, wies der ukrainische Geheimdienst als Fälschung zurück.
Am 1. Juni 2015 veröffentlichte die investigative Journalistengruppe Bellingcat ihre Analyse der von russischer Seite veröffentlichten Satellitenfotos vom 21. Juli 2014. Nach Bellingcat zeigten inhaltliche Details auf diesen Fotos deutliche Diskrepanzen zu den Behauptungen von offizieller russischer Seite. Das angebliche Datum der Aufnahmen, der 14. Juli 2014, könne nicht korrekt sein, wie an der Vegetation zu erkennen sei. Die Fotos müssten bereits Wochen zuvor aufgenommen worden sein. Die veröffentlichten Fotos seien zudem digital mit Adobe Photoshop CS5 nachbearbeitet worden und damit in dieser Form als objektives Beweismaterial untauglich. Betreffend der Bildbearbeitung wurde Bellingcat unter anderem von Bildforensiker Jens Kriese in Bezug auf die angewendete „Error Level Analyse“-Methode kritisiert. Später benannte Bellingcat zusätzlich die Unterschiede im direkten Vergleich der russischen, angeblich am 17. Juli erstellten Bilder, mit kommerziellen Bildern von DigitalGlobe vom 17. Juli.
Die Untersuchung habe laut BBC diese Bilder ebenfalls geprüft, auch weil die Verteidigung von Oleg Pulatow diese These eines Abschusses mit Buk durch die Ukraine betont hatte. Aufgrund von Vergleichen mit ESA-Bildern sei festgestellt worden, dass die von Russland gelieferten Bilder nicht damit übereinstimmten. Bewertet wurden dabei die von Russland 2014 gelieferten Bilder. Die Niederlande habe Russland im Oktober 2014 um die Originalbilder gebeten, sechs Jahre später hätte Russland mitgeteilt, dass die Originale nicht vorhanden seien.

#### Von Russland behauptete Anwesenheit eines ukrainischen Kampfflugzeuges

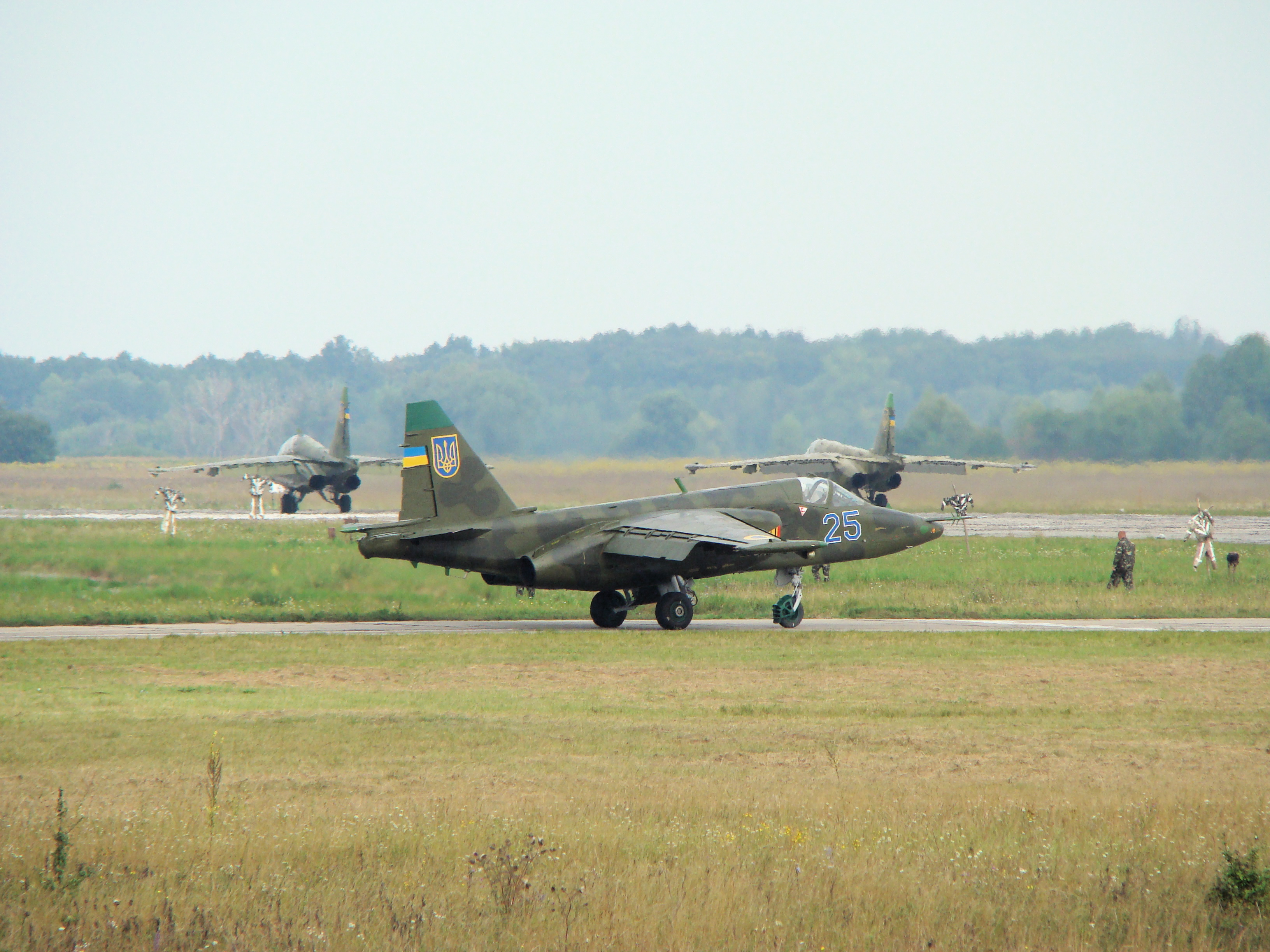
Su-25 (Beispielfoto)

Das russische Militär behauptete am 21. Juli 2014 erstmals, dass während des Malaysia-Airlines-Absturzes ein ukrainisches Kampfflugzeug des Typs Su-25 anwesend gewesen sei. Als Beleg dafür wurde eine Radaraufnahme gezeigt, auf der um 13:21:35 UTC ein weiteres, unbewegtes und nicht gekennzeichnetes Radarecho nahe dem von MH17 auftauchte. Die Ukraine dementierte, dass zu diesem Zeitpunkt eigene Kampfflugzeuge in der Luft gewesen seien. Der ehemalige Oberbefehlshaber der russischen Luftstreitkräfte Pjotr Deinekin erklärte später, auf Radaraufnahmen seien vielmehr mehrere Teile der auseinandergebrochenen Boeing zu sehen gewesen.
Laut einem Bericht der BBC über die Untersuchung hätten Offiziere der regierungsfeindlichen Kräfte nach dem Abschuss des Zivilflugzeugs untereinander erwogen, dass ein ukrainisches Flugzeug das Zivilflugzeug abgeschossen hätte und die danach abgefeuerte Buk ihrerseits jenes ukrainische Kampfflugzeug. Weder am Unfalltag noch in den folgenden acht Jahren hätte jedoch jemand der Welt ein entsprechendes Flugzeugwrack eines ukrainischen Kampfflugzeuges gezeigt, so die BBC im Jahr 2022.

#### Spekulationen über einen Abschuss durch ein anderes Flugzeug
Die malaysische Tageszeitung New Straits Times (NST) griff Theorien auf, die auf Überlegungen des Journalisten Robert Parry und ein Zitat von Michael Bociurkiw, Sprecher der OSZE-Beobachtermission, zurückgingen. Bociurkiw – nach eigener Aussage „kein Experte für so etwas“ – hatte gesagt, zwei oder drei Flugzeugteile hätten „pockennarbig, also durchsiebt wie von anhaltendem („very, very strong“) Maschinengewehr-Feuer“ ausgesehen. Parry hielt diese Darstellung Bociurkiws für bedeutsam und glaubte, auf Fotos von Wrackteilen auf beiden Seiten des Flugzeugs Einschusslöcher von 30-mm-Projektilen zu erkennen, wie sie zum Beispiel bei Su-25 im Einsatz sind. Zwei malayische Minister warnten nach den NST-Veröffentlichungen vor Spekulationen und Gerüchten im Netz. Die Theorie fand Verbreitung auf verschiedenen Internetseiten abseits der Massenmedien. Die Süddeutsche Zeitung sprach von „wilden Verschwörungstheorien“ im Internet.
Der russische Chefentwickler der Su-25, Wladimir Babak, schloss in einem Interview mit verschiedenen deutschen Medien (NDR, WDR, SZ) einen Abschuss durch eine Su-25 aus. Dies sei technisch nicht denkbar; die Wrackteile am Boden würden belegen, dass MH-17 noch in der Luft auseinandergebrochen und daher von einer Buk-Rakete abgeschossen worden sei. Vadim Lukaschewitsch, ein ehemaliger Entwickler bei Suchoi, hatte die Variante Su-25 bereits einige Tage nach dem Abschuss während einer Sendung auf RBK als unmöglich bezeichnet.
Nachdem Russland in der Pressekonferenz vom 21. Juli 2014 die Herausgabe aller Daten der USA gefordert hatten, wurde das Narrativ gepflegt, Russland hätte alle Daten geliefert. Mit dem Erscheinen des Zwischenberichts wurde klar, dass dem nicht so war: Die primären Rohdaten des russischen Radars waren der Untersuchungskommission nicht zur Verfügung gestellt worden. Im Mai 2015 wurde erklärt, die Daten seien nicht mehr vorhanden und Russland sagte dazu, dass „diese Informationen nicht gespeichert worden seien, da sie (Russland) dazu nicht verpflichtet waren, weil der Absturz nicht auf russischem Territorium stattfand.“ Der Untersuchungsbericht nennt dies ein Nichterfüllen der ICAO-Standards. Ohne das Vorliegen der Rohdaten war es Russland weiterhin möglich zu behaupten, es wäre möglicherweise ein ukrainisches Flugzeug ohne eingeschalteten Transponder in der Nähe gewesen.
Im Bericht vom 28. September 2016 wurde festgehalten, dass auch Russland die Anwesenheit eines anderen Flugzeuges verneine: Kurz bevor die niederländischen Ermittler am 28. September 2016 erste Resultate der Kriminaluntersuchung bekannt gaben, sollen in Russland unvermittelt die zuvor erklärtermaßen nicht vorhandenen Primärdaten des Überwachungsradars aufgetaucht sein. Nun wiederum behauptete der russische Hersteller Almas-Antei, eine Rakete hätte auf dem Radar sichtbar sein müssen, während voneinander unabhängige Experten dem JIT bestätigten, dass es mehrere Gründe gebe, welche das Nichterscheinen der Lenkwaffe auf dem Radar erklärten.
Die Untersuchung hat in Wrack und Opfern des Abschusses Munitionsbestandteile der Buk-Rakete gefunden, jedoch weder Spuren von Kanonen-Munition noch von Bestandteilen anderer Raketen als denen einer Buk.

#### Russische Propaganda
Allgemein bezeichnen Medienbeobachter die Berichterstattung staatsnaher russischer Medien als „propagandistisch“ und „unwahr“. Im Falle von MH17 erfolgte ein „Bombardement von Propaganda und Desinformation“ mit dem Ziel der Ablenkung von den Schuldigen sowie um „Verwirrung zu stiften mit multiplen Erklärungs-Petarden“, sodass die Leute aufgäben, nach der Wahrheit zu suchen.
Laut einer Studie des Lewada-Zentrums, eines unabhängigen russischen Meinungsforschungsinstituts, glaubten in der Woche nach dem Absturz und nach einer sofortigen Flut von russischen Verschwörungstheorien 46 Prozent der russischen Bevölkerung an einen Raketenabschuss durch die ukrainischen Streitkräfte und weitere 36 Prozent an einen Abschuss durch ein ukrainisches Kampfflugzeug; nur 4 Prozent hielten die Separatisten für verantwortlich. Die öffentliche Meinung in Russland sei stark durch das staatlich kontrollierte Fernsehen beeinflusst, das eine „andere Realität“ erzeugt habe. Die letzte als regierungsunabhängig und -kritisch geltende Fernsehsendung in Russland lief bei dem Privatsender REN und wurde zwei Wochen nach dem MH17-Absturz eingestellt.
Zur Untermauerung der These eines Abschusses durch eine ukrainische Buk-Stellung hatten russische Staatsmedien Robert Parry mit der Aussage zitiert, eine „in der Vergangenheit zuverlässige Geheimdienstquelle hätte gesagt“, es gäbe Informationen, welche darauf hindeuteten.
Später wurde in den russischen Medien die Information lanciert, es könne sich um eine fehlgegangene Buk-M1-Rakete während einer ukrainischen Flugabwehrübung gehandelt haben, in Anlehnung an den versehentlichen Abschuss von Sibir-Flug 1812 im Jahr 2001.
Im September 2014 verbreitete der Verband der Ingenieure Russlands eine Studie, die – ausgehend von dem im Juli veröffentlichten Material des russischen Militärs – einen Abschuss durch ukrainische Kampfflugzeuge des Typs Su-25 oder MiG-29 nachzuweisen versuchte. Dabei hätten nach dem Bericht zwei Anflüge geflogen werden müssen und das Flugkontrollsystem der Boeing wäre erst beim zweiten Angriff ausgefallen.
Im November 2014 veröffentlichte der staatliche russische Fernsehsender Perwy kanal ein Bild, bei dem es sich um eine Satellitenaufnahme der Malaysia-Airlines-Maschine handeln sollte, die von einem Kampfflugzeug angegriffen wird – nun des Typs Mig-29 oder Su-27. Quelle des Bildes war wiederum der schon genannte Verband der Ingenieure Russlands, dem es „zugespielt worden“ sei. Blogger in Russland und anderen Ländern analysierten das Bild und wiesen innerhalb von Stunden auf zahlreiche Ungereimtheiten hin; es handelte sich rein aufgrund der Größenverhältnisse um eine eindeutige Fälschung. Der CEO des Perwy kanal, Konstantin Ernst, nannte es später einen Fehler, eine solche offensichtliche Fälschung zu verbreiten, dies sei jedoch „nicht absichtlich“ geschehen.
Auch noch im Sommer 2015, ein Jahr nach dem Abschuss, wurden in russischen Staatsmedien immer neue Theorien verbreitet, so die Variante, dass beim Abschuss eine Luft-Luft-Lenkwaffe israelischer Bauart verwendet worden sei. Der Bericht behauptete, ein wärmesuchender Infrarot-Suchkopf sei auf die Strahlung des Wetterradars der Malaysia-Airlines-Maschine zugeflogen und darum im Cockpit-Bereich explodiert. Zusätzlich wurde diese angeblich von Georgien beschaffte Lenkwaffe des israelischen Typs Python mit der sowjetischen Wympel R-60 verglichen.
Am gleichen Tage wurde von demselben russischen Medium eine andere Variante publiziert, wonach für einen ukrainischen Buk-Abschuss gar nicht die ukrainische Armee, sondern ein Freiwilligen-Bataillon verantwortlich gewesen sei, und auch eine Bombe an Bord des Flugzeuges als Ursache des Absturzes wurde genannt, inklusive eines Augenzeugen. Auch wegen des von 4 Cockpit-Mikrophonen aufgenommenen Explosionsgeräusches Millisekunden vor Ende aller Aufzeichnungen des Voice-Recorders fiel eine Bombe an Bord außer Betracht; aufgrund der winzigen Zeitunterschiede bei der Aufzeichnung konnte der Explosionsort links außerhalb des Flugzeuges lokalisiert werden. Dies steht in Übereinstimmung zu den materiell feststellbaren Spuren wie Rußspuren auf der Außenseite des Flugzeugs.
Um diese Zeit hatte Präsident Putin eine Geschichte zu einem längstens entlarvten Fake eines „Spanischen Fluglotsen“ in der Ukraine wiederholt, welche einer der am längsten kursierenden Hoaxes gewesen war. Nachdem schon lange klar war, dass der Mann nie Lotse gewesen war, kamen recherchierende Journalisten ab Herbst 2017 dem Ursprung des Hoax auf die Spur.
Im Besonderen konzentrierte sich die Berichterstattung russischer Staatsmedien seit Frühjahr 2015 jedoch darauf, die niederländische Untersuchung grundsätzlich in Frage zu stellen und eine „unabhängige Untersuchung“ zu fordern. Gleichzeitig machte sie bis zum russischen Veto am 29. Juli 2015 Stimmung gegen ein internationales Tribunal, mit der Begründung, der eben noch kritisierte Untersuchungsbericht sei ja noch nicht fertig.
Just am Tag der Präsentation des Abschlussberichtes der internationalen Untersuchungskommission wurde in Russland eine Pressekonferenz des Lenkwaffenherstellers Almas-Antay abgehalten. Die NZZ stellte fest, dass die Aussagen denen vom Juni 2015 widersprachen, und meinte, Russland selbst habe abermals „mehr zur Verwirrung als zur Klärung“ beigetragen. Die Frage der Nowaja gaseta, ob der neue Bericht den Strafermittlern zur Verfügung gestellt wurde, wurde damit beantwortet, dass man in Eile gewesen sei, die Daten der Experimente vor dem Erscheinen des Abschlussberichts der Flugunfalluntersuchung auszuwerten. Wenn aber das Untersuchungskomitee „danach fragen würde“, werde man diese sicher zur Verfügung stellen.
Insgesamt folgte das Narrativ der vom Kreml kontrollierten Medien der Strategie des Abstreitens, Verwirrens und Beschuldigens, so die Experten Luke Harding, Ben Nimmo und Peter Pomerantsev, wobei letzterer die Vorfälle um MH17 als „bestes Beispiel für Propaganda“ bezeichnet.
Kurz nach dem Abschuss der Maschine attackierte die Sofacy Group, die dem russischen Militärgeheimdienst GRU zugeordnet wird, die niederländischen Ermittlungsbehörden mit in E-Mail-Anhängen verborgener Schadsoftware. Im April 2018 ertappte die niederländische Polizei vier Offiziere des GRU beim Versuch, über Wi-Fi ins Netzwerk der Organisation für das Verbot chemischer Waffen (OPWC) einzudringen. Das dabei sichergestellte Beweismaterial zeigte, dass einer der Offiziere im Dezember 2017 nach Kuala Lumpur geflogen war. Nach Einschätzung der niederländischen Staatsanwaltschaft war der malaysische Chefankläger für die MH-17-Untersuchung und die dortige Polizei das Ziel der Operation. Die Offiziere waren mit Diplomatenausweisen in die Niederlande eingereist und konnten daher nicht angeklagt werden.

### Andere Mutmaßungen
Im August 2014 verbreitete der ukrainische Geheimdienst SBU die Theorie, die Rebellen hätten eigentlich eine Aeroflot-Maschine (Flug AFL-2074 bzw. SU2074 von Moskau nach Zypern) abschießen wollen, um eine Invasion Russlands in der Ukraine zu provozieren.
Eine andere Verwechslungsgeschichte erschien am 18. Juli 2014 auf russischen Nachrichtenseiten: Demnach habe die Ukraine die Präsidentenmaschine von Wladimir Putin abschießen wollen, die sich ungefähr zur selben Zeit im ukrainischen Luftraum befunden habe. Tatsächlich befand sich die russische Präsidentenmaschine nie im ukrainischen Luftraum und die Kurse beider Maschinen kreuzten sich im polnischen Luftraum nahe Warschau. Die Lackierung beider Maschinen war mit seitlich verlaufenden roten und blauen Streifen auf weißem Untergrund ähnlich gestaltet.
Der Separatistenoffizier Igor Girkin war nur einen Tag nach seiner mutmaßlichen Triumphmeldung eines Abschusses einer der Verbreiter der Theorie, wonach „der amerikanische Geheimdienst“ ein Flugzeug voller Toter in die Ukraine geschickt habe. Girkin präzisierte 2017 diese Version: „Gegner Russlands“ hätten mit Absicht ein Flugzeug mit 298 Leichen an Bord über dem Kampfgebiet abstürzen lassen. Er bestätigte aber auch, dass nicht eine „Landwehr“ aus Bürgern der Region, sondern die „reguläre Armee“ Russlands im Osten der Ukraine kämpfe. Auch das russische Außenministerium verbreitete die Version mit der CIA als Urheber.

## Folgen
Da sie von einer Mitverantwortung Russlands für den Flugzeugabsturz ausgingen, verschärften die Europäische Union und die Vereinigten Staaten ihre während der Annexion der Krim durch Russland und dem russischen Krieg in der Ukraine verhängten Sanktionen gegen Russland und erließen am 22. Juli 2014 weitere Einreiseverbote und Kontensperrungen.
Malaysia Airlines stellte nach dem Unfall die Flugnummer MH17 ein; die Route Amsterdam–Kuala Lumpur wird seitdem als MH19 fortgeführt. Die bereits finanziell angeschlagene Fluggesellschaft wurde durch die zwei Flugzeugverluste im Jahr 2014 zum Sanierungsfall. Das mehrheitlich im Staatsbesitz befindliche Unternehmen soll nun vollständig verstaatlicht, von der Börse genommen und „komplett umgebaut“ werden.
Die Familien der Opfer erhielten von Malaysia Airlines neben persönlicher Unterstützung jeweils eine Zahlung von 5000 US-Dollar. Darüber hinaus bot die Fluggesellschaft eine Entschädigung von 50.000 US-Dollar an, die mit späteren, gerichtlich festgestellten Ansprüchen verrechnet werden soll. Das Montrealer Übereinkommen zu Haftungsfragen im zivilen Luftverkehr sieht eine Entschädigung von bis zu 183.000 Dollar pro Opfer vor; diesen Betrag zahlte Malaysia Airlines bei Flug 370.
In der Luftfahrtbranche änderte sich der Umgang mit Krisenregionen. Viele Fluggesellschaften entschieden sich, auch das vom Bürgerkrieg in Syrien betroffene Gebiet sowie den Irak zu umfliegen. Die ICAO setzte im August 2014 eine Arbeitsgruppe ein, die die Rollen und Abläufe bei der Handhabung von Luftfahrtrisiken in Krisenregionen überprüfte. Eine erste Maßnahme war der Beschluss, eine Datenbank mit Informationen über aktuelle Konfliktregionen einzurichten, auf die alle Fluggesellschaften Zugriff haben; zudem wird in NOTAMs ein spezieller Code für kriegerische Auseinandersetzungen eingeführt.

## Juristische Aufarbeitung
Bisher liefen im Zusammenhang mit dem Abschuss von Flug MH17 drei Verfahren – eines vor einem Strafgericht bei Amsterdam, ein weiteres seit 2020 vor dem Europäischen Gerichtshof für Menschenrechte (EGMR) und ein drittes seit März 2022 vor der Internationalen Zivilluftfahrtorganisation (ICAO).

### Niederländisches Strafgericht
| Name                                | Geburtsdatum  | Nationalität | Tätigkeit                                                                                | Urteilsspruch am 17. Nov. 2022 |
| ----------------------------------- | ------------- | ------------ | ---------------------------------------------------------------------------------------- | ------------------------------ |
| Igor Girkin Игорь Гиркин            | 17. Dez. 1970 | Russland     | Ex-Geheimdienstoberst in Russland, Rebellenführer in der Donezk-Region                   | lebenslange Freiheitsstrafe    |
| Sergei Dubinski Сергей Дубинский    | 9. Aug. 1962  | Russland     | Ex-Offizier der russischen Armee, Rebellenführer in der Donezk-Region                    | lebenslange Freiheitsstrafe    |
| Oleg Pulatow Олег Пулатов           | 24. Juli 1966 | Russland     | ehemaliger Fallschirmjäger der russischen Armee, Rebellenkommandeur in der Donezk-Region | Freispruch                     |
| Leonid Chartschenko Леонид Харченко | 10. Jan. 1972 | Ukraine      | ehemaliger Kleinkrimineller, Angehöriger der Donezk-Rebellen                             | lebenslange Freiheitsstrafe    |

#### Haftbefehle
Am 19. Juni 2019 wurde auf einer Pressekonferenz bekannt gegeben, es seien vier Internationale Haftbefehle ausgestellt worden. Drei der Beschuldigten sind Russen: der ehemalige Rebellenkommandeur Igor Girkin, Girkins Stellvertreter Sergei Dubinski und der damalige stellvertretende Geheimdienstchef der Rebellen in Donezk, Oleg Pulatow. Ein Beschuldigter ist Ukrainer, Leonid Chartschenko, der zur Zeit des Abschusses eine Rebelleneinheit in der Ost-Ukraine kommandierte. Diese Männer sollen für den Transport des Werfers in die Ukraine verantwortlich gewesen sein. Bezüglich Personen einer höheren Ebene, ohne welche ein Transport russischen Militärmaterials kaum möglich wäre, wurde auf der Pressekonferenz ein Telefonat von Wladislaw Surkow präsentiert, welcher am 11. Juli 2014 den „Wunsch der Separatisten nach militärischer Verstärkung an die Verantwortlichen für die Militäroperation weitergeleitet und grundsätzlich positive Rückmeldung erhalten“ hätte. Die Ermittler waren zuversichtlich, dass weitere Anklagen ergehen werden, gleichzeitig wurde Russland erneut vorgeworfen, „entscheidende Informationen zurückzuhalten“.
Im November 2019 erging ein weiterer Zeugenaufruf zu den Befehlsstrukturen in Donezk und den Verbindungen zu russischen Regierungsbeamten. Die Ermittlungen hatten ergeben, dass die Führung der regierungsfeindlichen Kräfte Anweisungen aus der Russischen Föderation erhalten hätten, dies im Gegensatz zu deren eigenen Behauptungen, autonom zu handeln. In einer Aufzeichnung vom 3. Juli 2014 sagte Borodai „Nun, Sie haben weitreichende Pläne, aber nicht meine. Ich folge Befehlen und schütze die Interessen nur eines Staates, der Russischen Föderation. Das ist im Endeffekt alles.“

#### Vorverhandlung
Die erste Prozessverhandlung wurde auf den 9. März 2020 in Den Haag anberaumt. Einer der drei Russen, Oleg Pulatow, mit deren Erscheinen vor Gericht nicht gerechnet wurde, hatte eine niederländische Anwaltskanzlei mit seiner Vertretung beauftragt. Russland hatte im Oktober 2019 den Antrag gestellt, die Strafverfolgung der drei russischen Staatsbürger in Russland aufzunehmen, was von den Niederlanden abgelehnt wurde. Zum Beginn der Verhandlungen nannte die Staatsanwältin das Agieren Russlands eine „zynische Desinformationskampagne“. Bei Prozessbeginn sprach ein Staatsanwalt von Hacking-Angriffen gegen Ermittler, Zeugen fürchteten um ihr Leben.
Die Verhandlungen ab März 2020 bis Ende November 2020 dienten der Vorverhandlung. Aufgrund der Aktivitäten in den sozialen Medien konnte das Gericht davon ausgehen, dass einigen der Beschuldigten der Prozess bekannt war und sie die Vorladungen absichtlich ignorierten und somit in deren Abwesenheit verhandelt würde. Eine Erweiterung der Liste der Angeklagten wurde für den Prozess erwartet. Girkin lehnte gegenüber der BBC die Zuständigkeit des Gerichts ab.
Während der folgenden Vorverhandlungen wurden die Beschwerden und Anträge der Verteidigung von Oleg Pulatow behandelt. Es sei offensichtlich, dass der russische Staat hinter dem Rentner stehe und durch ihn inoffiziell eine Partei sei, schrieb die Nowaja gaseta. Im Juli wurde vom Gericht unter anderem der Bedarf zusätzlicher Untersuchungen abgewogen; die Verteidiger hatten eine „kolossale Liste von Anträgen“, dies erneut auch zu „alternativen Szenarios“ eingereicht. Das Gericht verlangte von der Verteidigung, dass sie stattdessen definiere, welche Teile der Anklage sie anfechte. Wenn ein Angeklagter zum Beispiel aussage, dass er an einem völlig anderen Ort gewesen sei und nichts mit den gegen ihn erhobenen Anklagen zu tun habe, dann gebe es keinen Grund, andere Szenarien des Geschehens zu untersuchen.
Pulatow bestätigte, am Kampf gegen die ukrainische Regierung teilgenommen zu haben. Am 17. Juli 2014 hätte er einen Start einer Strela-Rakete mitbekommen, aber nicht den einer davon deutlich zu unterscheidenden Buk. Die Anwältin der Verteidigung bestritt „die im Gericht vorherrschende Meinung“, dass die Verteidigung den Verlauf des Prozesses absichtlich verzögern wolle.
Am 25. November erklärte das Gericht die Vorverhandlung für abgeschlossen, einige Anträge der Verteidigung waren berücksichtigt worden, die Mehrheit nicht. Das Gericht erklärte, auch die Prinzipien der Verhandlungsführung laut Artikel 6 der Europäischen Menschenrechtskonvention erlaubten keinesfalls der Verteidigung, eine Wiederholung der gesamten Untersuchung des Anklägers zu fordern, diese Prinzipien verlangten vielmehr auch die Vermeidung von Verzögerungen. Die Verteidigung habe nicht die Aufgabe, alternative Szenarien des Geschehens ohne Bezug zum Angeklagten zu untersuchen, die Aufgabe der Anwälte sei es, für die Unschuld ihres Mandanten zu argumentieren. Die Verteidigung habe auch kein konkret zu untersuchendes Szenario genannt, während die Fallakten alle Informationen zu solchen enthielten. Das Gericht wünschte Pulatows physische Anwesenheit und werde keine schriftlichen Fragen stellen. Nach der Verhandlung vom 25. November begann eine Verhandlungspause.
Als Reaktion reichten die russischen Behörden beim Europäischen Gerichtshof für Menschenrechte Beschwerde gegen die Ukraine ein. Kiew habe seinerzeit den Luftraum über dem Kampfgebiet nicht gesperrt und trage daher die Verantwortung für den Tod von 298 Menschen.

#### Hauptverhandlung
In Abwesenheit der vier Angeklagten leitete das Strafgericht in einem besonders gesicherten Gebäude des Amsterdamer Flughafens am 7. Juni 2021 das Hauptverfahren ein. Das Gericht werde das umfangreiche Dossier neutral und unvoreingenommen präsentieren, erklärte der vorsitzende Richter.
Zum Schutz der Zeugen treten diese anonym auf; so sei der Zeuge S21 bis nach dem Abschuss des Flugzeugs ein Kämpfer auf Seiten der regierungsfeindlichen Gruppen gewesen, aber auch nur beobachtende Zeugen werden im Prozess mit Bezeichnungen wie V49, S16, V43, S27, V52, S02 oder V54 benannt. Die Angehörigen der Opfer kamen vom 6. bis 24. September 2021 zu Wort. 90 Personen äußerten den Wunsch, zu sprechen. Die Staatsanwaltschaft versandte in dieser Zeit einen offenen Brief an die Einwohner von Kursk mit der Bitte um Mitteilung von relevanten Sachverhalten und insbesondere von Informationen zur Besatzung des Raketenwerfers. Das Gericht hielt fest, dass die Befragung der Angeklagten Girkin, Dubinski und Chartschenko als Zeugen nicht möglich sei. Dies geschah, nachdem eine Anfrage an die russischen Behörden ergangen war, die Angeklagten zu befragen. Mit einer formalen Begründung wurde die Anfrage abschlägig beschieden.
Die Staatsanwaltschaft forderte im November 2021 lebenslange Haftstrafen für die Angeklagten. Am 17. November 2022 wurde das Urteil in Abwesenheit der vier Angeklagten verkündet und drei der vier Angeklagten (Igor Girkin, Sergei Dubinski und Leonid Chartschenko) zu lebenslanger Haft verurteilt. Der vierte, Oleg Pulatow, der sich als einziger durch einen Rechtsbeistand hatte vertreten lassen, wurde von den Anklagepunkten freigesprochen. Allerdings befand das Gericht, dass auch er von der Rakete gewusst habe. Während seine Anwälte eine Verantwortung der Ukraine nahegelegt hatten, wies das Gericht diese und andere alternative Versionen des Abschusses als „nicht überzeugend“ und „Fantasien“ zurück.

### Europäischer Gerichtshof für Menschenrechte
Im Juli 2020 reichten die Niederlande eine Staatenklage vor dem Europäischen Gerichtshof für Menschenrechte (EGMR) ein. Damit solle den 298 Todesopfern und ihren Angehörigen Gerechtigkeit widerfahren. Zuvor hatten Angehörige ebenfalls Klage bei dem Gericht gegen Russland eingereicht. Russland sah die angekündigte Klage als eine seltsame Initiative an und verwies darauf, dass der Strafprozess in den Niederlanden noch gar nicht beendet sei. Im Juli 2025 erkannte der Europäische Gerichtshof für Menschenrechte Russland als für den Abschuss von Flug MH17 verantwortlich.

### Internationale Zivilluftfahrtorganisation
Am 14. März 2022 wurde bekannt, dass die Niederlande gemeinsam mit Australien bei der Internationalen Zivilluftfahrtorganisation (ICAO) ein Verfahren gegen Russland wegen des Abschusses von Flug MH17 eingeleitet hatten. Die ICAO sollte feststellen, dass Russland verantwortlich und damit haftbar wäre, was den Weg für Schadensersatzforderungen eröffnen würde.
Im Mai 2025 erklärte der Luftfahrtrat der Vereinten Nationen offiziell Russland als für den Abschuss von Flug MH17 verantwortlich.

## Gedenken

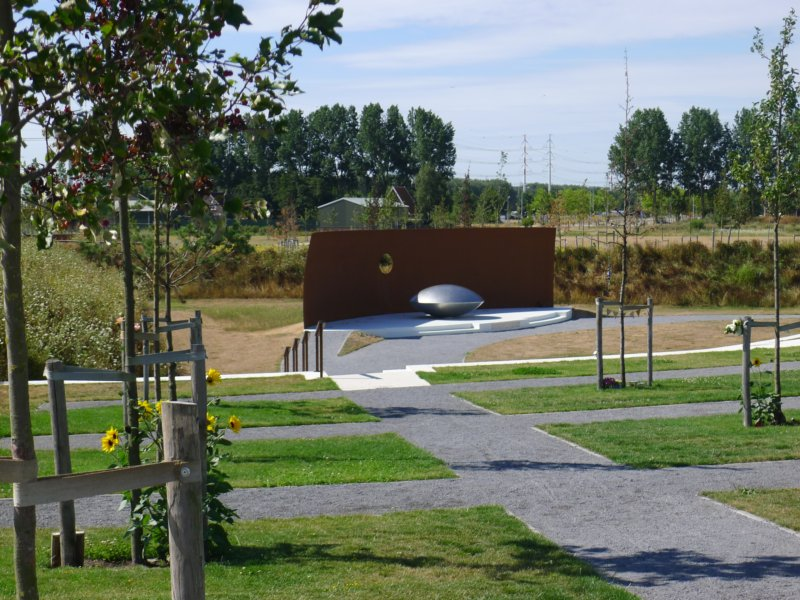
Nationaal Monument MH17

Am 10. November 2014 fand im Amsterdamer Vorort Haarlemmermeer, unweit des Flughafens Schiphol, eine nationale Gedenkfeier für die Opfer statt.
Am 17. Juli 2017, dem dritten Jahrestag des Abschusses, wurde in Vijfhuizen (Haarlemmermeer) das Nationaal Monument MH17 als Gedenkstätte für die Opfer unter reger öffentlicher Anteilnahme eingeweiht.
Der Abschuss wurde in einem Essay als „Ende des politischen 20. Jahrhunderts“ bezeichnet, als Gegenpunkt zur Ermordung des österreichischen Thronfolgers in Sarajewo im Jahr 1914.